# Arquitectura otoniana

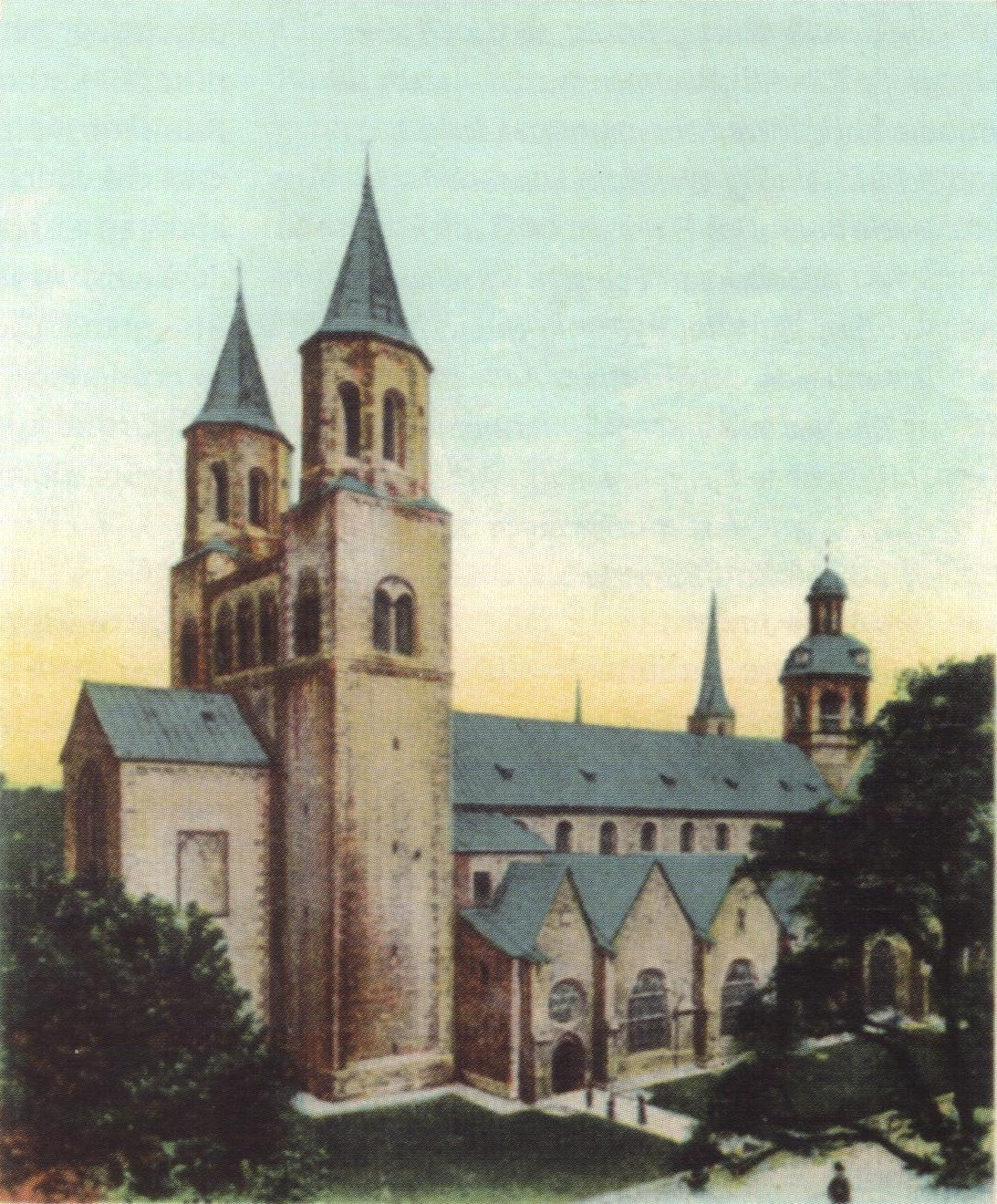
La catedral de Santa María de Hildesheim con sus antiguas torres y su coro cuadrado

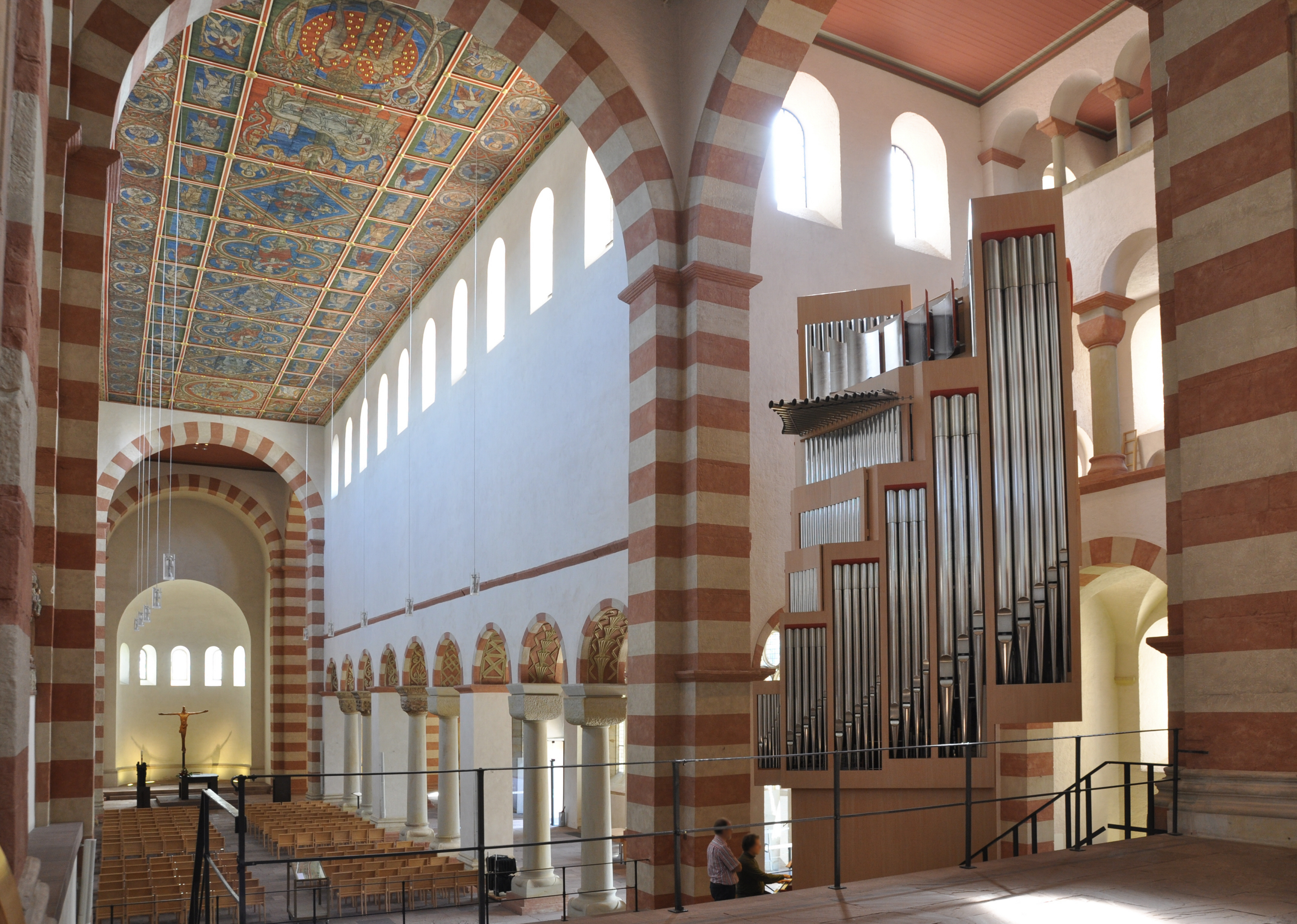
Interior de la iglesia de San Miguel de Hildesheim, inscrita en el Patrimonio de la Humanidad de la UNESCO

Por arquitectura otoniana se entiende la actividad constructiva que floreció en Europa occidental a partir de la dinastía otoniana para la magnificencia de la imagen del emperador Otón I, aproximadamente desde el año 887 (deposición de Carlos el Gordo) hasta el año mil, con especial referencia a los siglos IX y X. Se trata de una arquitectura específica del Sacro Imperio Romano Germánico y en el área de influencia germánica se dio una continuidad entre la arquitectura otoniana y la arquitectura románica, pudiendo atribuirse algunos edificios del siglo XI a los dos estilos.
Al igual que los soberanos carolingios, también los otonianos fueron fundadores incansables de grandes edificios eclesiásticos (abadías, catedrales) que se caracterizan por un Westwerk (cuerpo occidental), contrapuesto al coro, reservado para el emperador. Algunos altos dignatarios eclesiásticos fueron los colaboradores más cercanos de los soberanos, como Bruno de Colonia —hermano de Otón I y arzobispo de Colonia—, Egberto de Tréveris —arzobispo de Tréveris y canciller de Otón II—, Bernardo de Hildesheim y Gerberto de Aurillac —tutor de Otón III y futuro papa con el nombre de Silvestre II.
La arquitectura otoniana, historiográficamente, se considera en general arte prerrománico, pero puesto que va a desarrollarse en paralelo con las primeras realizaciones de la arquitectura románica, con la que a menudo convergerá y que prevalecerá a continuación, también se puede considerar del periodo románico.

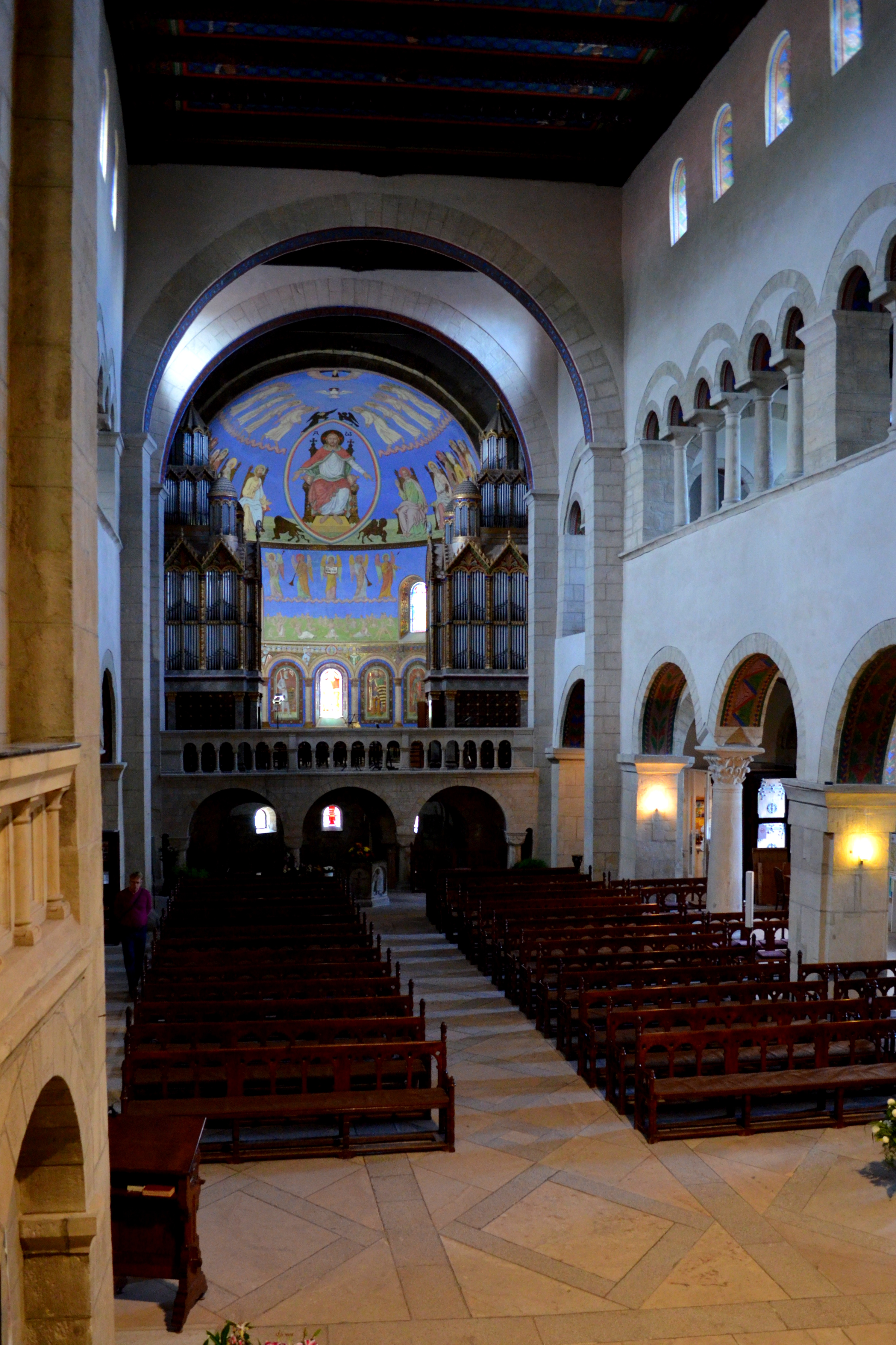
Tribuna de Gernrode
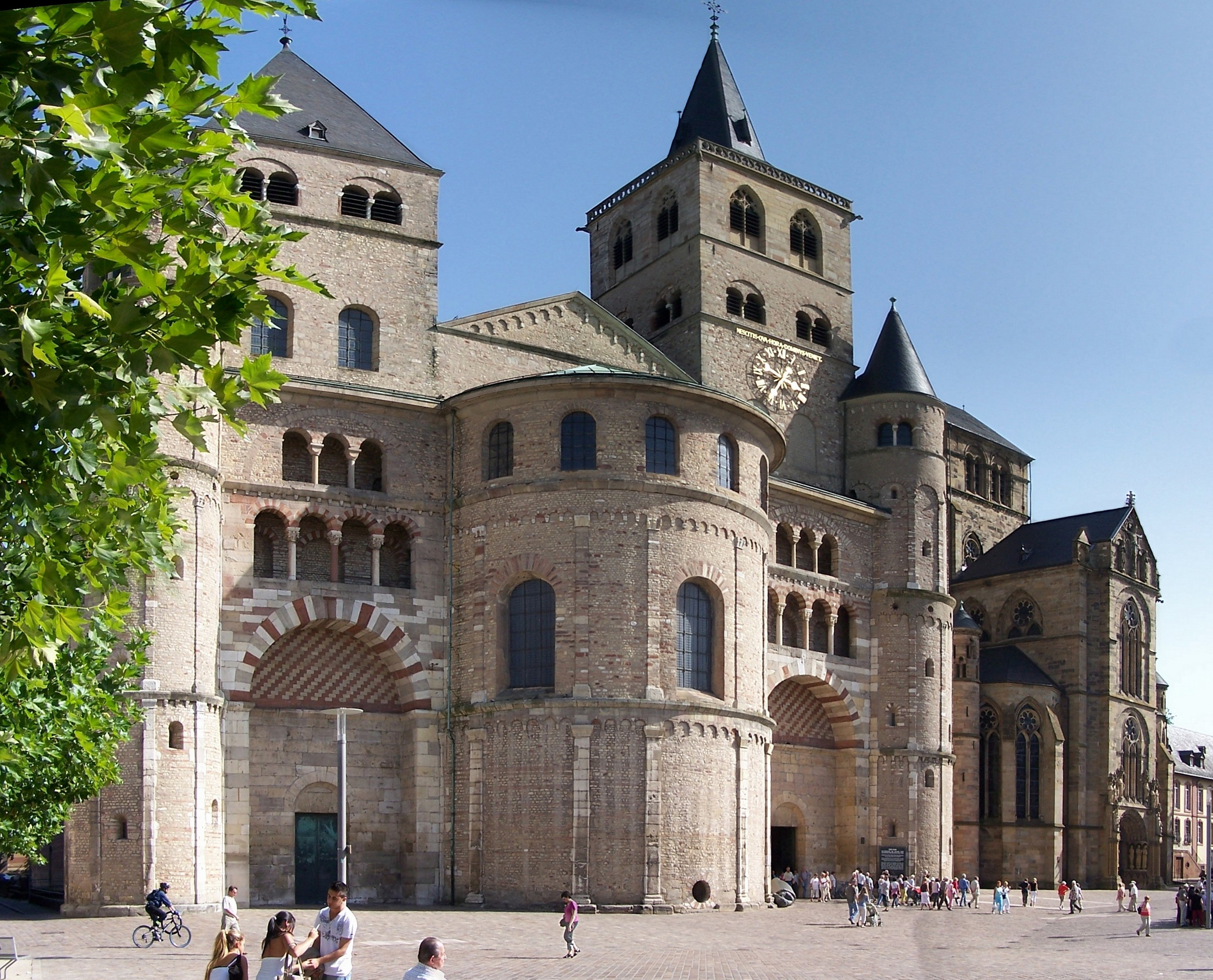
Fachada occidental de la catedral de Treveris inscrita en el Patrimonio de la Humanidad
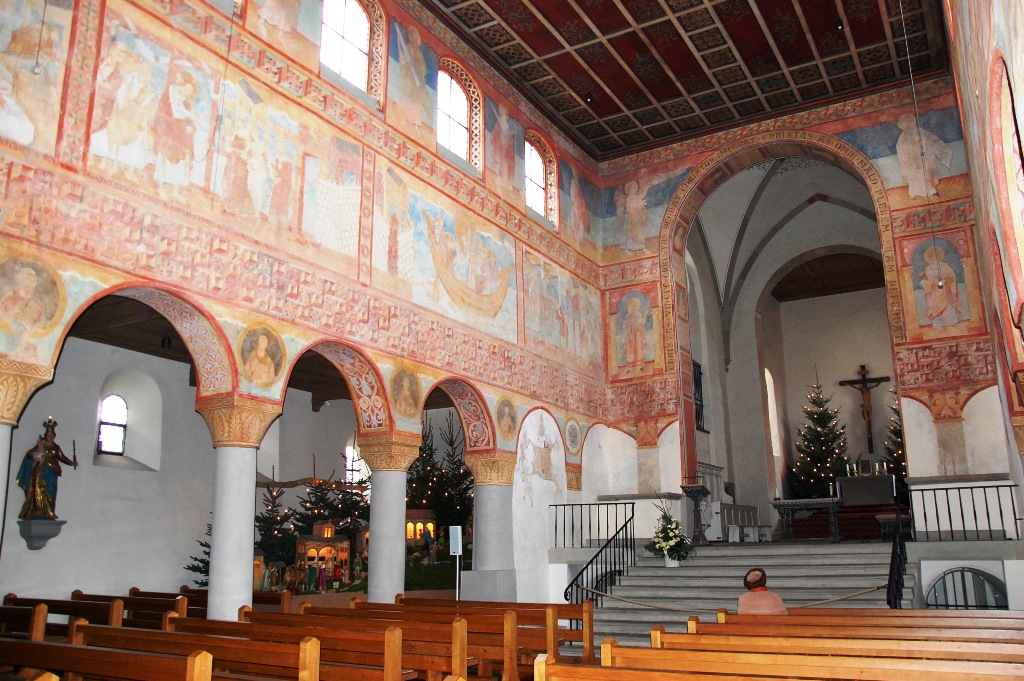
Église Saint-Georges d'Oberzell en Reichenau inscrita en el Patrimonio de la Humanidad
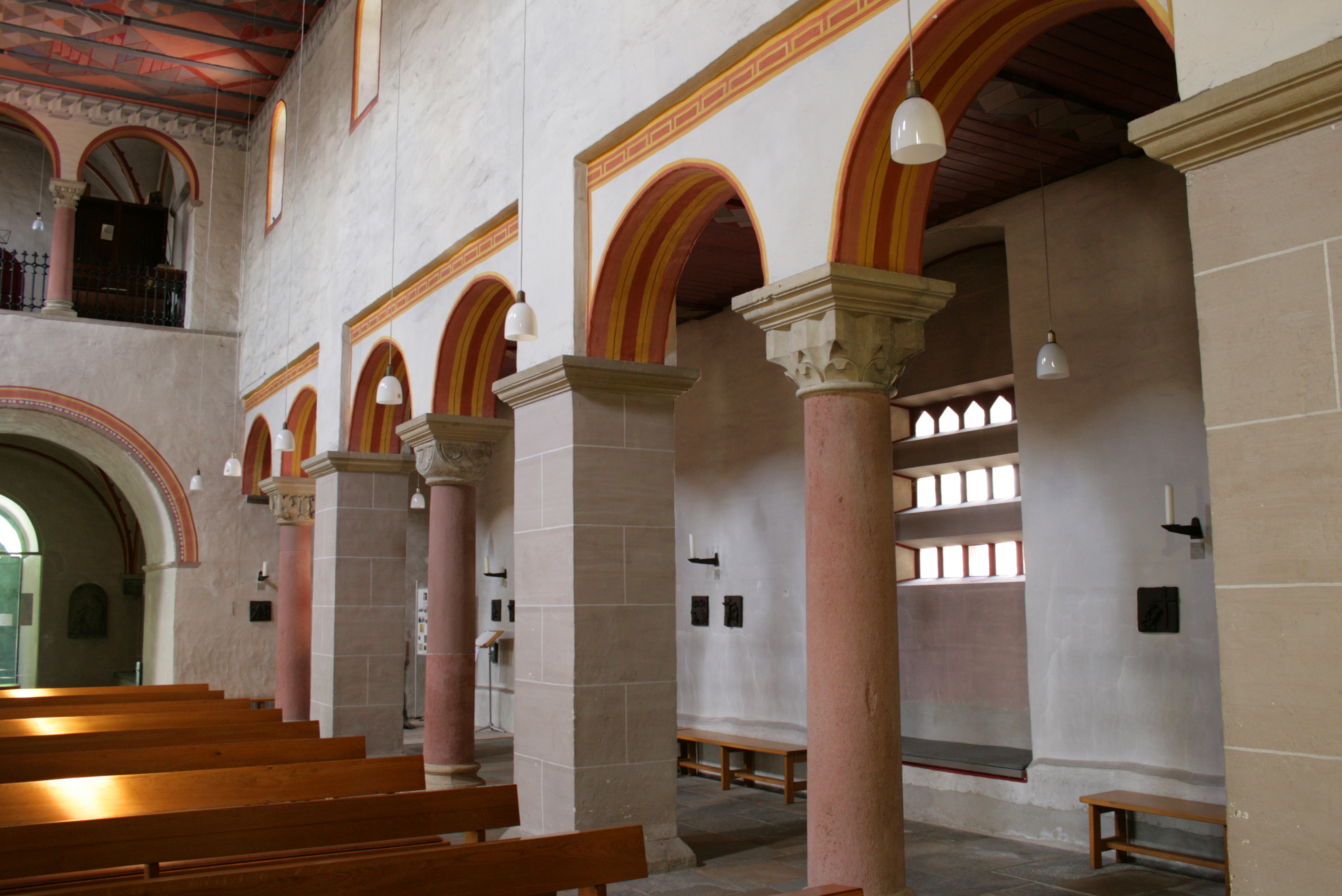
Iglesia Saint-Lucius de Essen-Werden
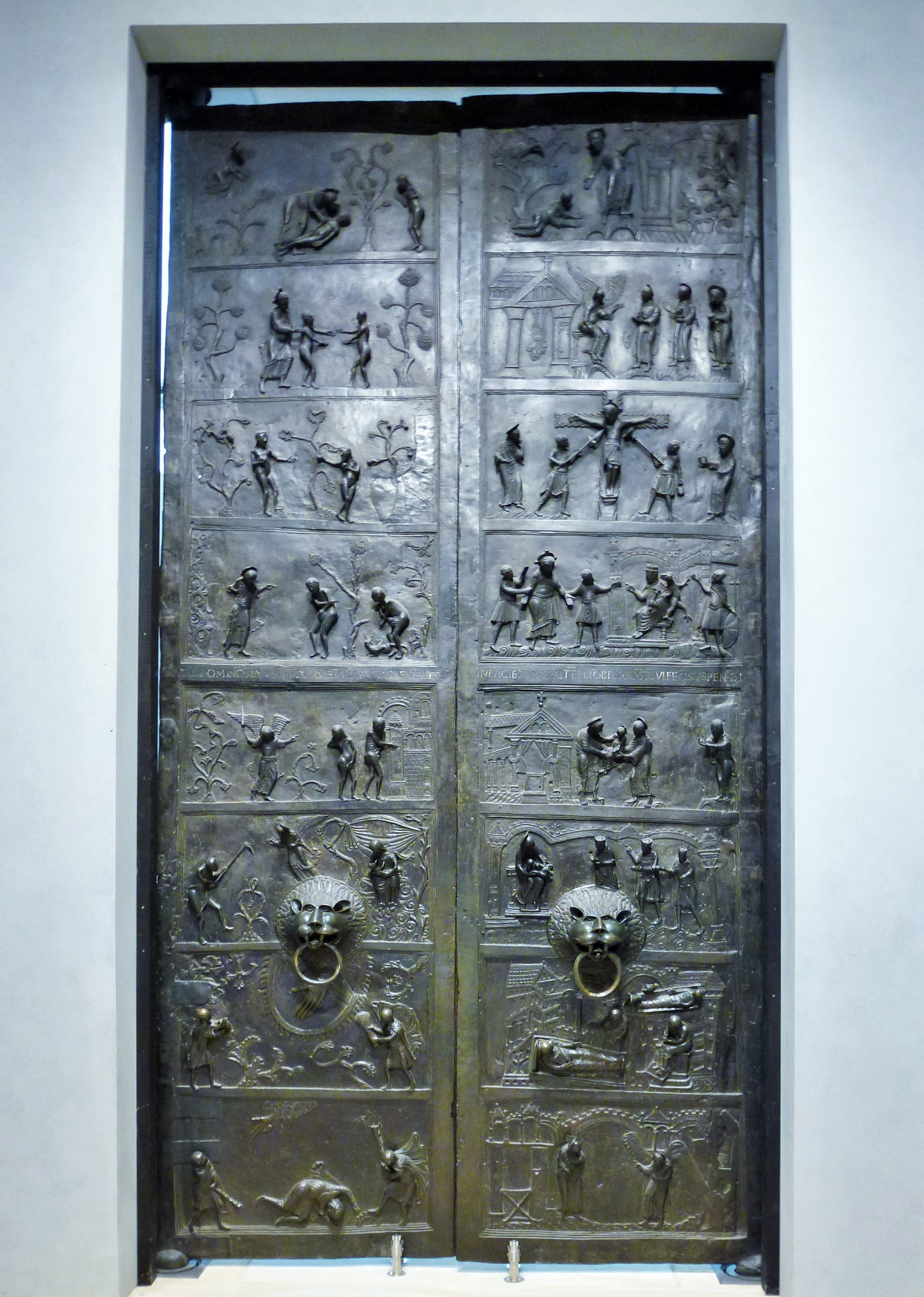
Puertas de Bernward, catedral de Heidesheim

## Contexto histórico

El Sacro Imperio Romano Germánico hacia el año 1000

En 843, el Tratado de Verdún dividió el Imperio carolingio en tres reinos gobernados por los tres hijos de Ludovico Pío (por tanto, nietos de Carlomagno) Lotario I, Luis el Germánico y Carlos el Calvo. Luis recibió la Francia oriental, que se corresponde con el territorio de la actual Alemania. El título imperial se le escapa y se transmite perdiendo sentido hasta 924. Otón I, rey de Sajonia desde 936, derrotó a los húngaros y eslavos, dos de los muchos pueblos que invadieron Occidente en la segunda mitad del siglo IX. Reconquistó Italia y restauró el poder que antes Carlomagno había establecido sobre Roma. En 962 fue coronado emperador en Roma y fundó el Sacro Imperio Romano Germánico, que le situó en el legado de Carlomagno, que a su vez se había colocado en la del Imperio romano desaparecido. Otón I resucitó así un imperio que dio en herencia a su hijo Otón II en 973. Este último se casó con una princesa griega Teófano Skleraina, con el fin de aliarse con el Imperio de Oriente. A su muerte, fue su hijo, Otón III, quien le sucedió. Todavía joven, su madre aseguró la regencia, y por lo tanto reafirmó la influencia bizantina en el arte otoniano. Influenciado por Gerberto de Aurillac el rey sueño con un imperio universal cuya capital sería Roma. El arte otoniano alcanza su punto máximo alrededor del año mil.
Paralelamente, la Iglesia está experimentando una fuerte organización jerárquica: las ideas reformistas marcan el episcopado y el monacato, y la rápida expansión de las abadías es un ejemplo perfecto. La Iglesia tiene un lugar importante en el consejo de los príncipes, y el papel material y espiritual del monaquismo es innegable. Proezas arquitectónicas, los monumentos se sitúan en el legado de la dinastía carolingia, siempre dejándose impregnar de influencias bizantinas. Los talleres monásticos se convierten en la fuente de todo el arte otoniano: esculturas, pinturas, joyas, miniaturas. Se organizan las grandes peregrinaciones y crece el culto a las reliquias y se disponen criptas a la misma altura de la nave central. La composición de los edificios se modifica con el desarrollo de la liturgia.
El siglo del año Mil es un siglo de experiencias y reminiscencias, de retorno al pasado.

## Características comunes

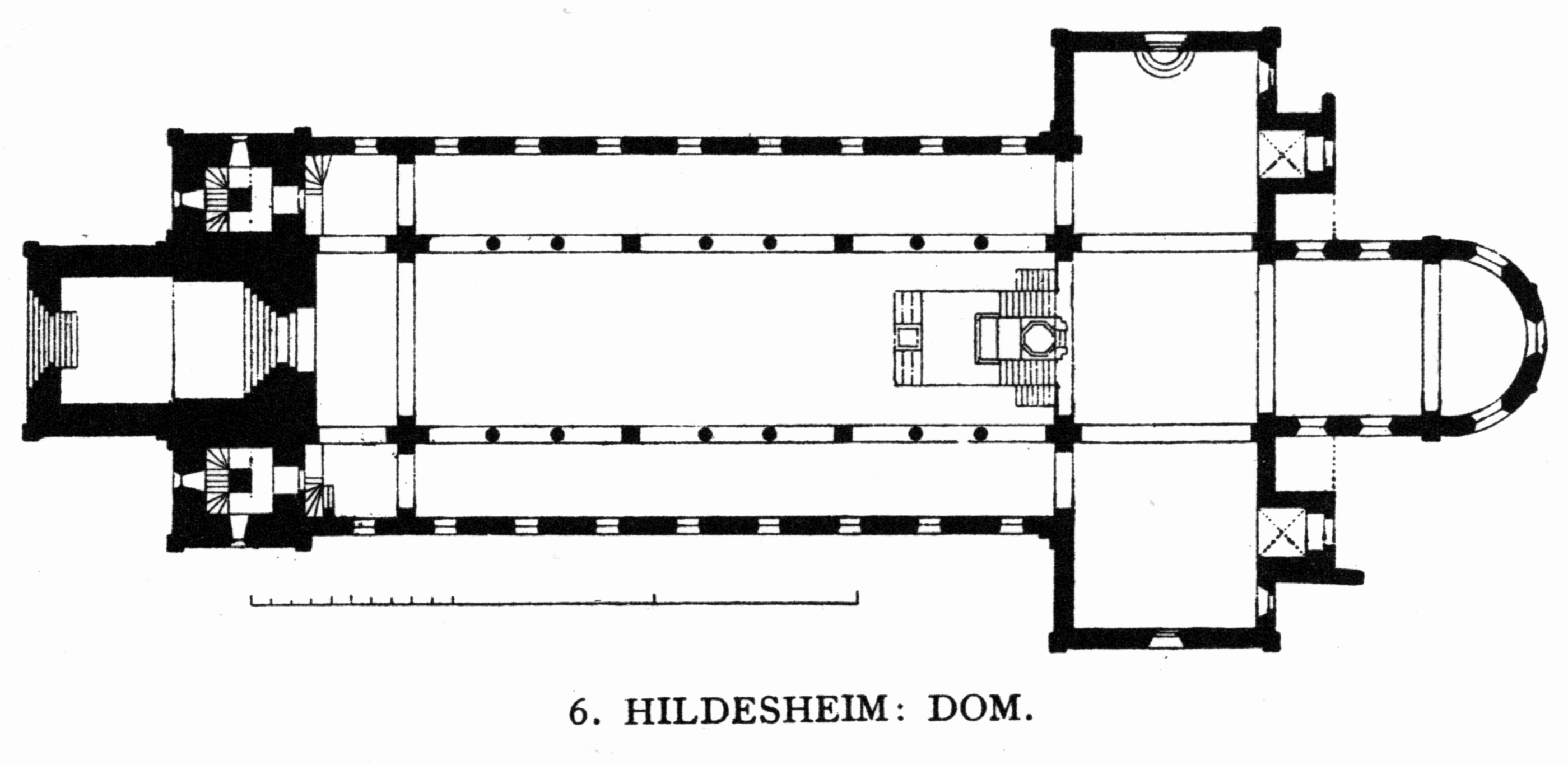
Planta de la catedral de Hidelsheim, de planta basílical con una torre-porche y una cabecera con dos torres

En el siglo X, el Imperio germánico era el principal centro artístico en Occidente y el emperador y los grandes eclesiásticos dieron un impulso decisivo a la arquitectura que tomó como fuentes de inspiración tanto la arquitectura carolingia como la arquitectura bizantina. De hecho, estos dos estilos arquitectónicos se reclaman del Imperio romano y son los ejemplos más cercanos del arte dedicado a la gloria del soberano. Aunque la esposa de Otón II, Teófano Skleraina, era la hija del emperador de Bizancio, el arte carolingio siguió siendo el que más influyó en la arquitectura de los Otones.
La arquitectura religiosa otoniana parece abandonar la planta central a pesar de algunos ejemplos en contra: en Ottmarsheim (siglo XI, Alsacia), el deambulatorio es octogonal como la capilla palatina de Aix-la-Chapelle; también se puede encontrar una evocación del octógono central de Aix en el ábside de la iglesia de la abadía de la Trinidad de Essen; y en Nimègue (Países Bajos), esa evocación es más neta en la capilla de Saint-Nicolas de Valkhof (alrededor de 1050).

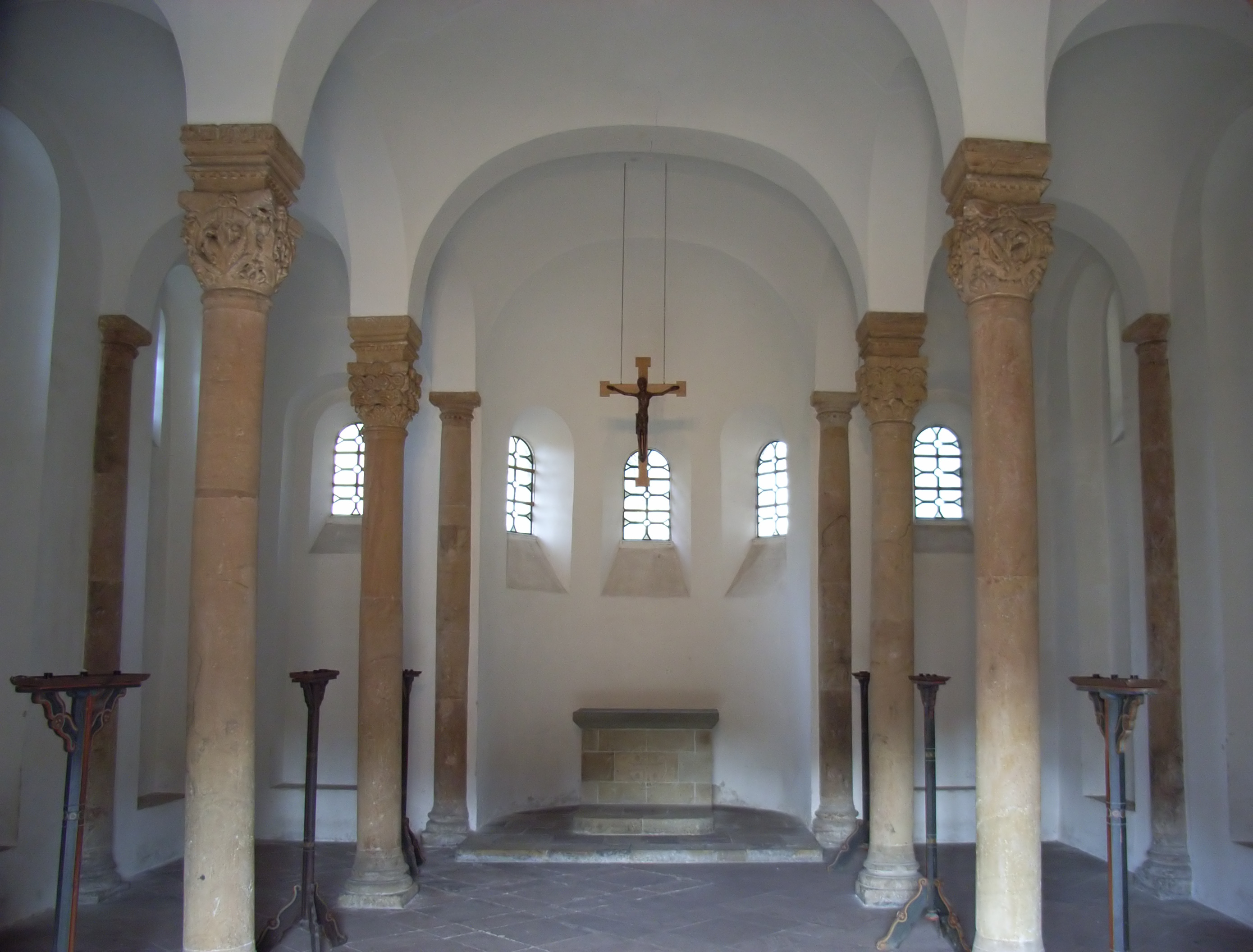
Capilla de San Bartolomé (Paderborn)
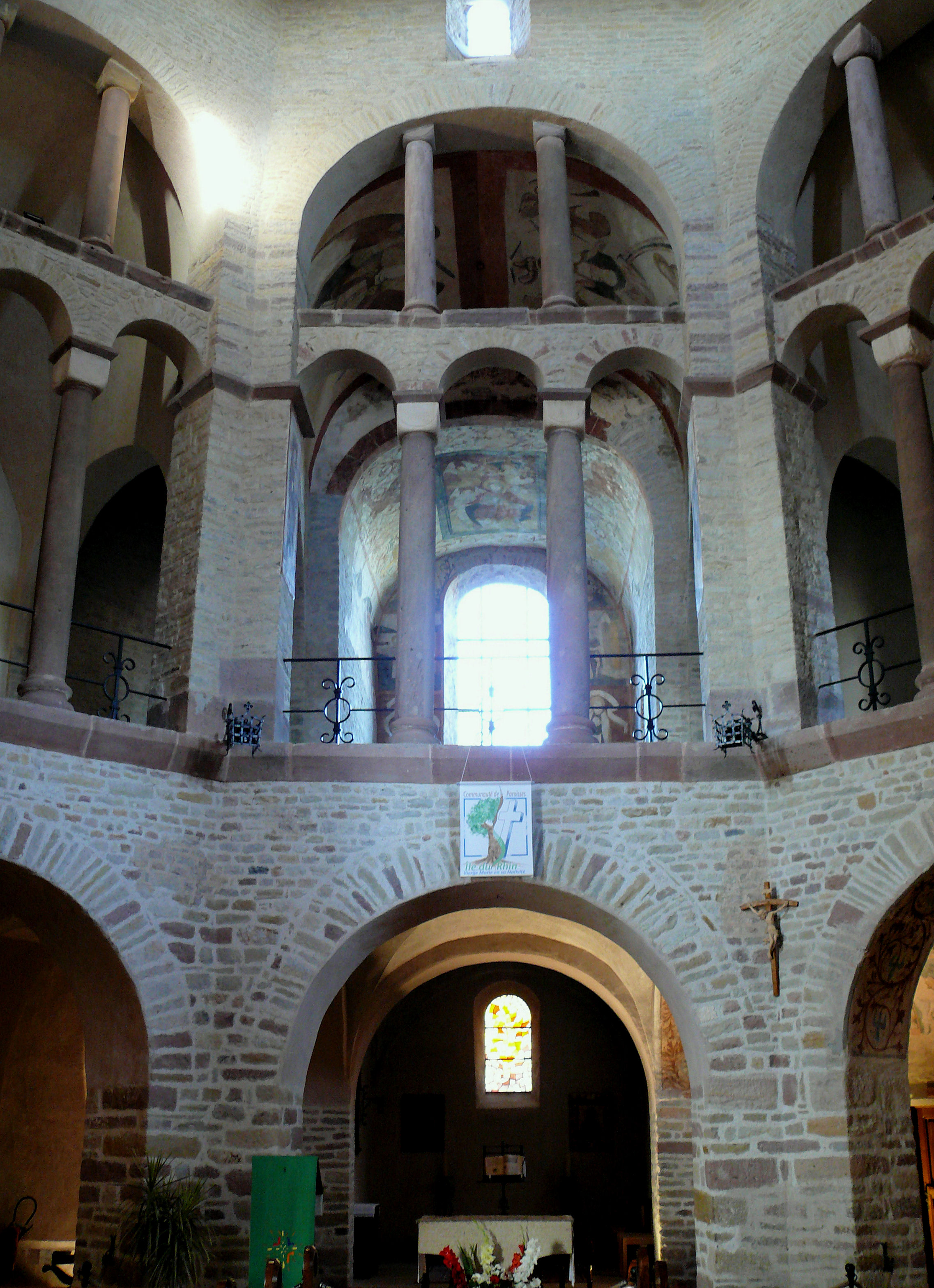
Ottmarsheim
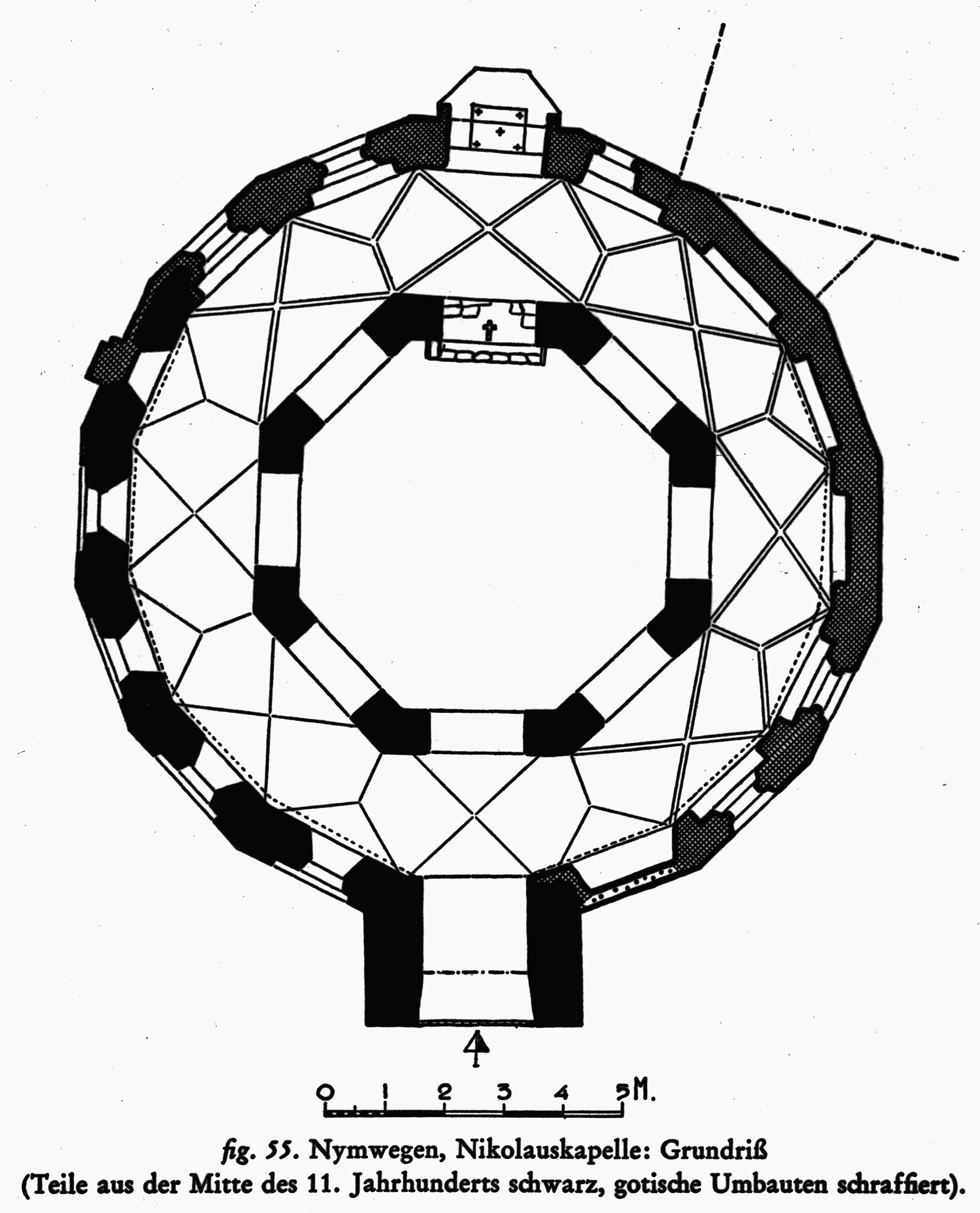
Planta de la capilla de Nimega
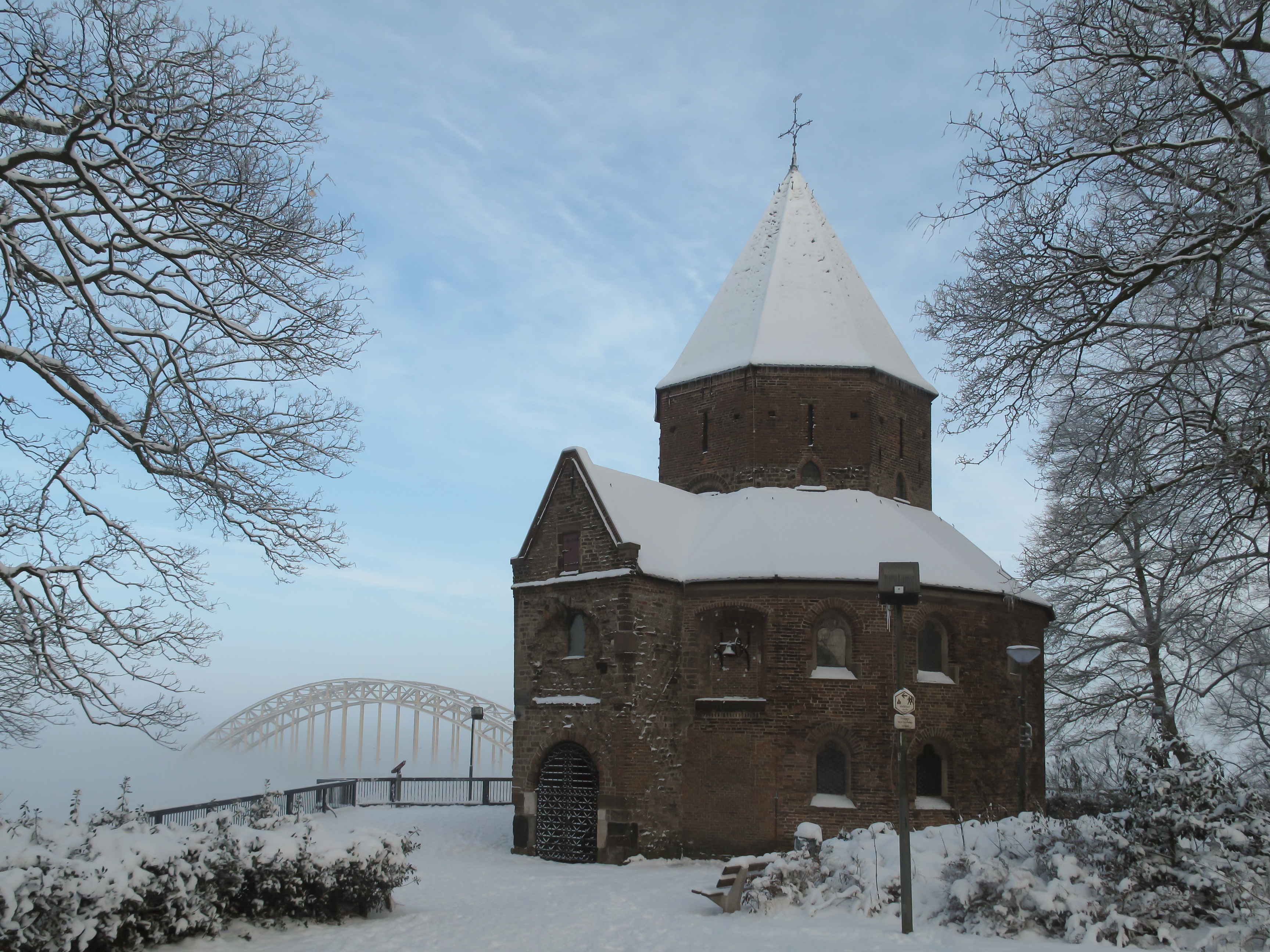
La capilla de Valkhofkapel de Nimega.

La planta basílical, de inspiración románica, fue la más común. Las torres y campanarios se dispusieron fuera del cuerpo principal de las edificaciones para acentuar su tamaño y resaltar la pujanza de dos cabeceras. Así, la catedral otoniana típica tenía planta basilical, una cabecera flanqueada por torres, una torre de entrada tour-porche (aspecto que será largamente conservado en las iglesias germánicas) y a veces capillas laterales en el transepto.
La arquitectura otoniana conserva, sin embargo, la disposición de las dos cabeceras simétricas carolingias en algunos casos e incluso le da gran auge con una regularidad y simetría nuevas, con la presencia a menudo de un ábside cuadrado, que será una característica renana a partir de entonces. La planta románica-renana corresponde a una síntesis de las plantas carolingias y otonianas, acompañando al nacimiento y el desarrollo del arte románico.

## Alemania
Precisamente en el área germánica se pueden ver los mejores ejemplos de edificios monumentales de la época de los Otones, aunque la mayoría de las catedrales fundadas en ese momento fueron profundamente alteradas en los siglos siguientes, como la catedral de Magdeburgo, fundada en 955 por Otón I, que presentaba una planta basílical con doble transepto y que fue destruida por un doble incendio. 

### Las grandes obras relacionadas con los emperadores mismos
- Catedral de Magdeburgo (Sajonia-Anhalt): se fundó en el año 937 una primera iglesia que fue consagrada a san Mauricio. Los trabajos fueron financiados por Otón I y respetaron la moda románica. El edificio era grandioso y equilibrado; tenía muy probablemente una nave central con cuatro laterales, una anchura de 41 metros y una longitud de 80 metros. La altura se ha estimado en unos 60 metros. La iglesia fue ampliada en 955 cuando fue distinguida con el estatus de catedral. Pero fue destruida en 1207 por un incendio. El edificio actual es de estilo gótico.
- Iglesias otonianas de Quedlinburg (Sajonia-Anhalt): San Servatius, San Wiperti, Santa Maria;
- La iglesia de Saint-Pierre-aux-Nonnains de Metz, trabajos del emperador Otón I para una abadía benedictina dedicada a las monjas. La restauración se ideó para que fuese de apariencia prerrománica; es uno de los pocos edificios que conservan este aspecto.

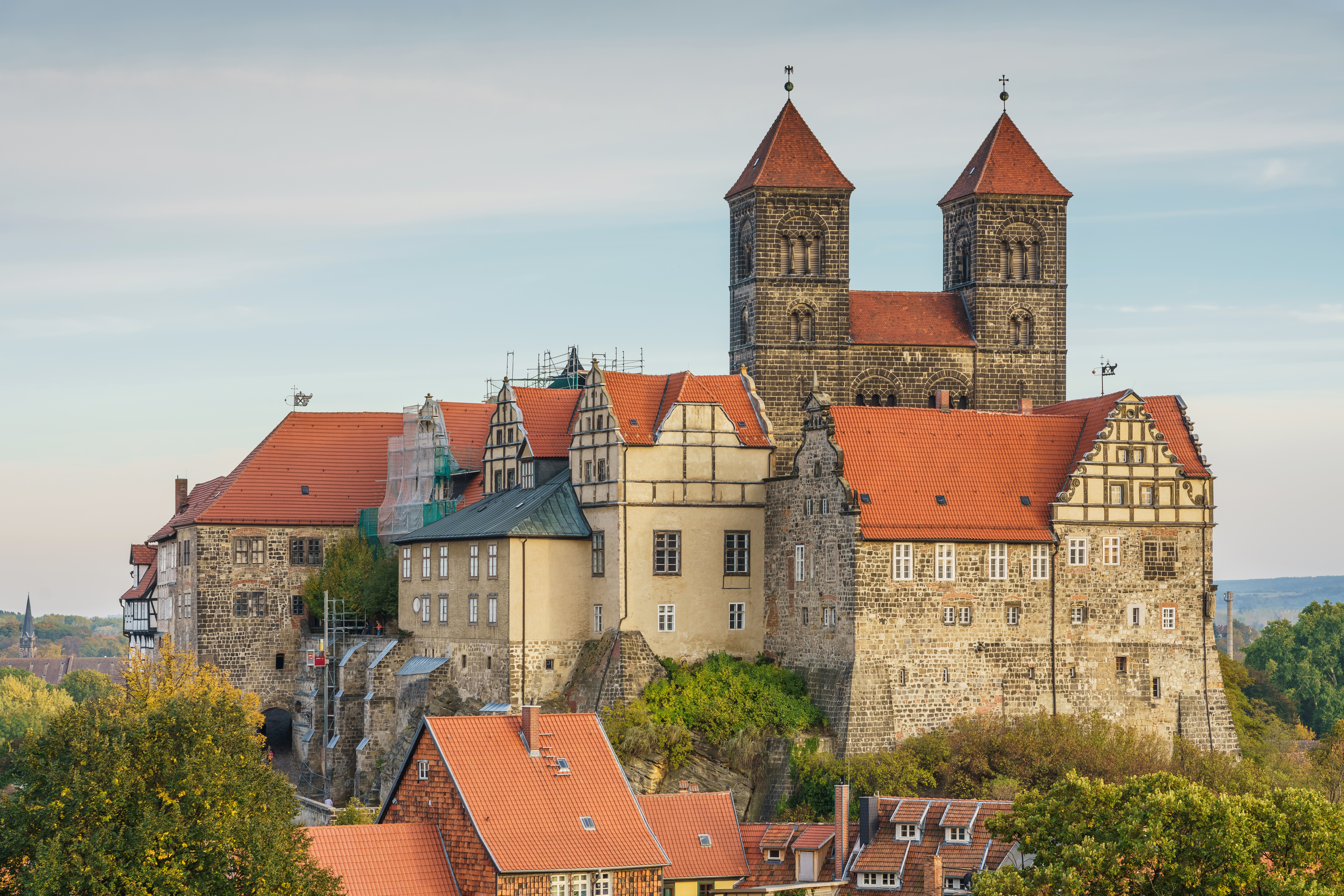
Iglesia colegial de San Servatius en Quedlinburg
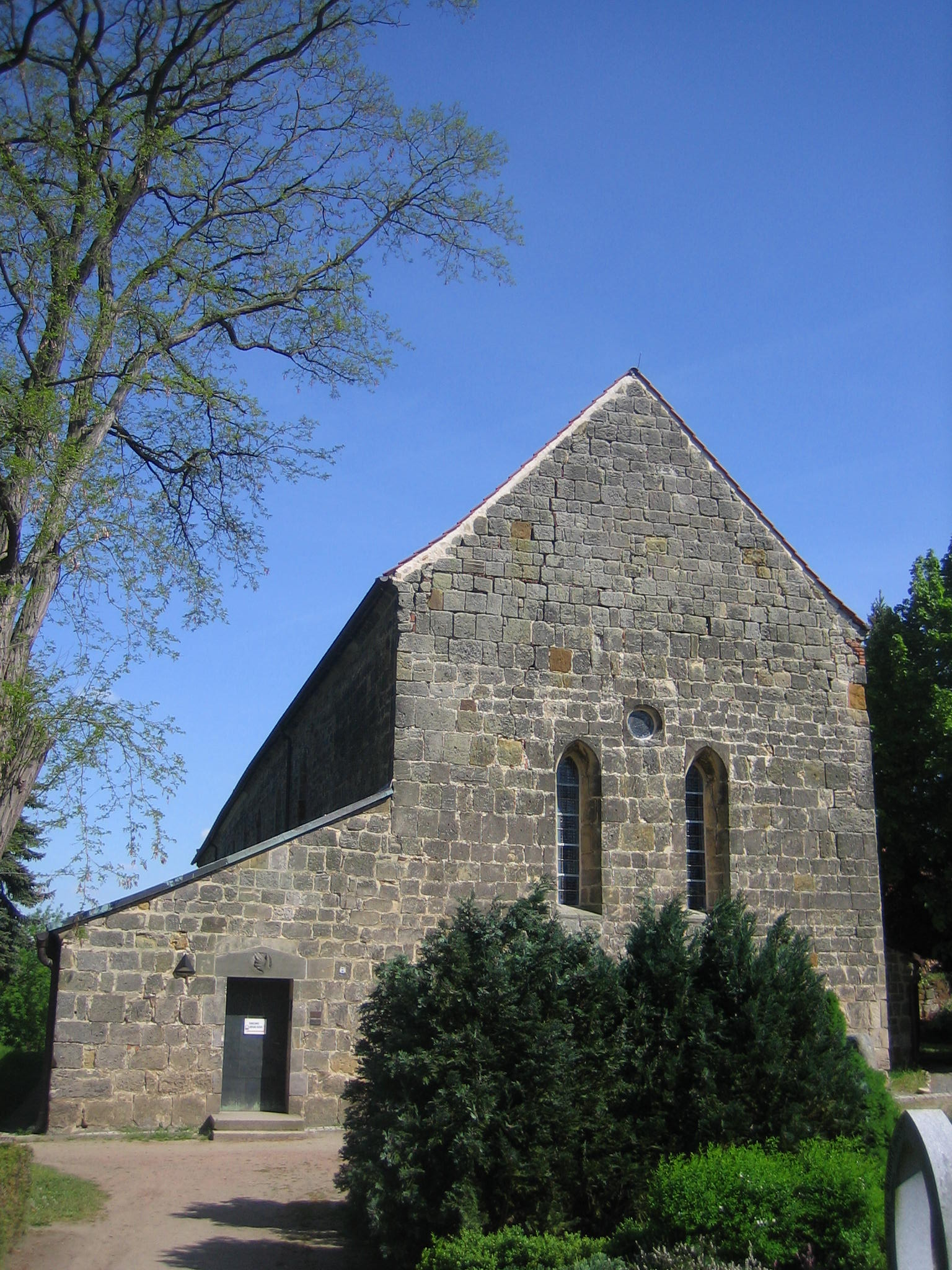
San Wiperti en Quedlinburg
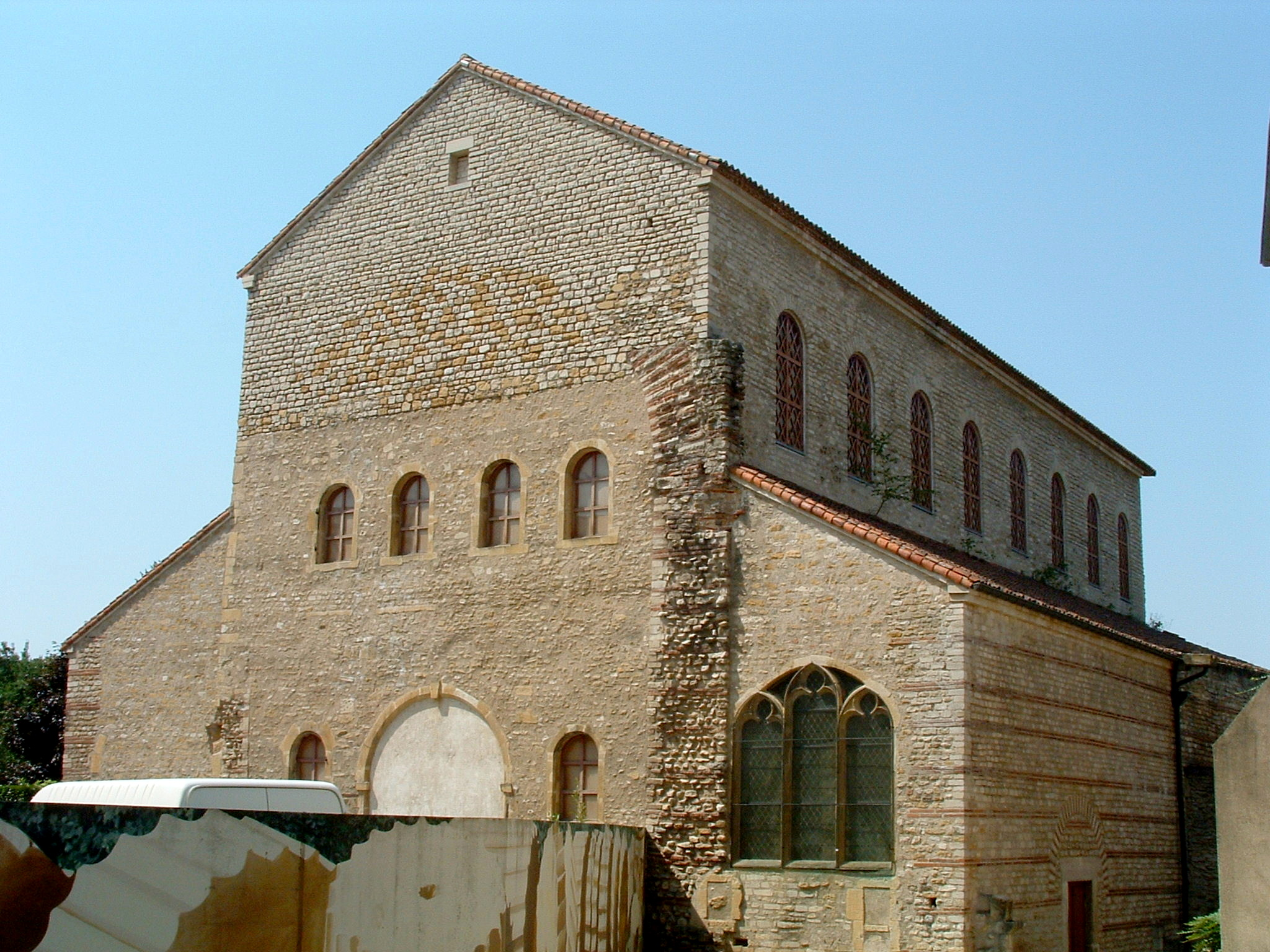
La iglesia de Saint-Pierre-aux-Nonnains de Metz, realizada sobre un edificio románico

### Gernrode

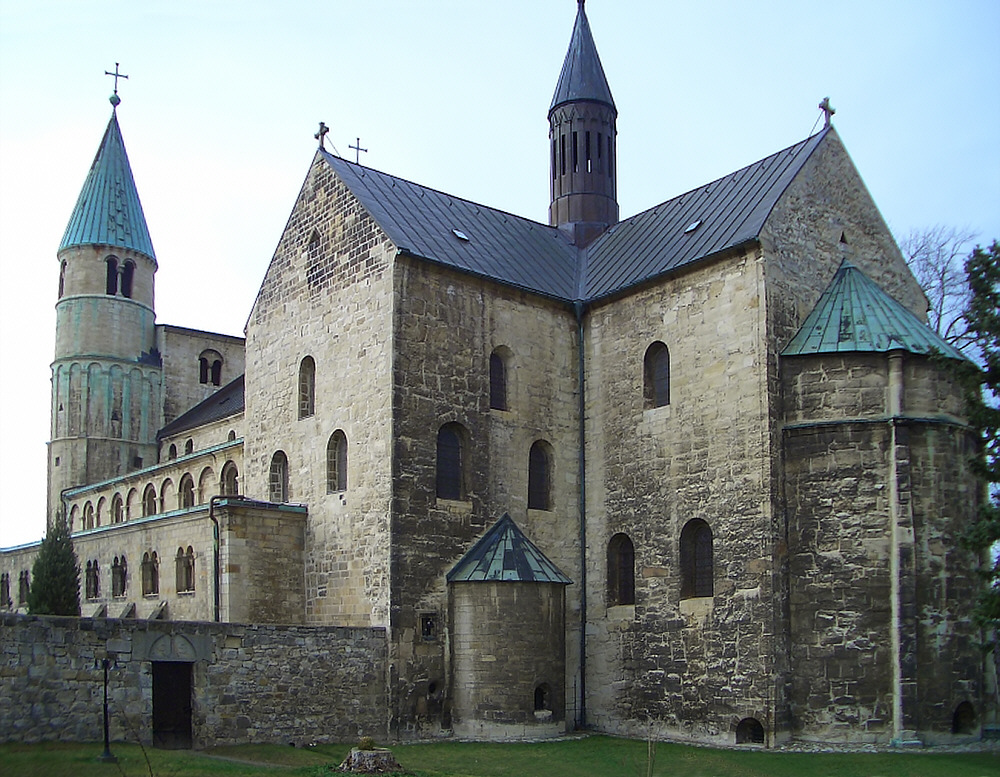
San Ciriaco en Gernrode

Afortunadamente, se puede tener una idea de las edificaciones de la época mediante el estudio de la iglesia de San Ciriaco en Gernrode, hecha construir entre 960 y 965 por el margrave Gero. El cuerpo principal está formado por tres naves cortas, circundadas por el transepto oriental y el característico Westwerk, que está flanqueado por dos torres escalares. A estos elementos típicamente carolingios se añaden algunas novedades especialmente en el alzado, como la alternancia de pilastras y columnas (que enfatizan la singular campata en lugar del desarrollo longitudinal de la nave), los masivos muros espesos, la arcada semiciega en el interior de galerías sobre la nave central, la racionalidad geométrica; en los capiteles se da una inventiva fantasiosa, donde entre las hojas talladas del estilo corintio estilizado aparecen cabezas humanas: todos los elementos estructurales y decorativos que anticipan la arquitectura románica.

### Essen
La recuperación de los motivos carolingios es típica de este período, pero casi siempre modificados y alterados, a veces, como en la cita de la  capilla palatina de Aquisgrán en la iglesia de la abadía de la Trinidad en Essen, donde la doble arcada acordonada no sostiene ninguna cúpula, aunque recuerda el ejemplo de Aquisgrán, pero sin su valor estructural.

### Colonia

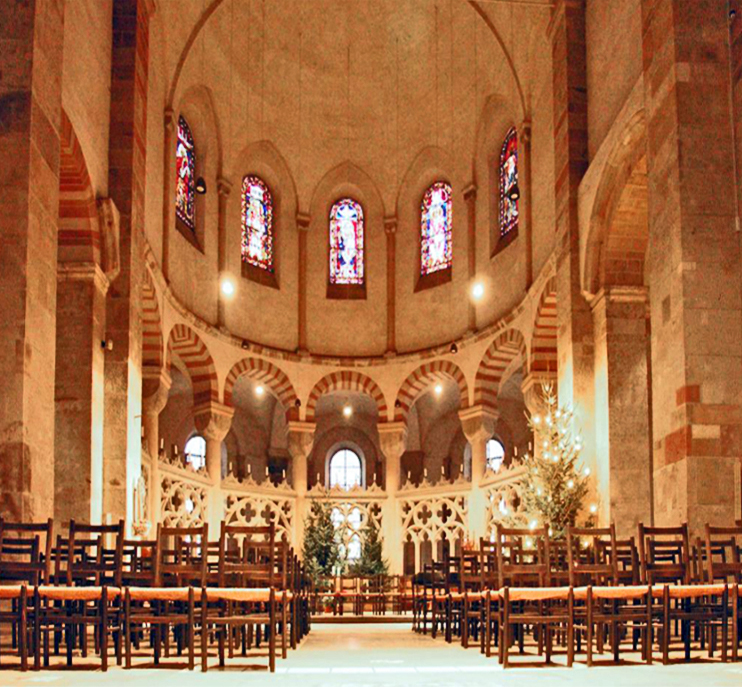
Santa Maria in Campidoglio en Colonia.

Hacia la mitad del siglo XI, una obra importante fue la Iglesia de Santa María del Capitolio en Colonia, fundada como un lugar de culto de un convento querido por el emperador, fue construido por encargo de la abadesa Hilda y terminado en 1065. El cuerpo de la iglesia de tres naves se caracteriza por las arcadas regulares sobre pilastras hasta el majestuoso ábside, rodeado por un deambulatorio, implantado como una continuación de las naves laterales y cubierta por bóvedas. La racionalidad de la planta asegura equilibrio y grandeza.

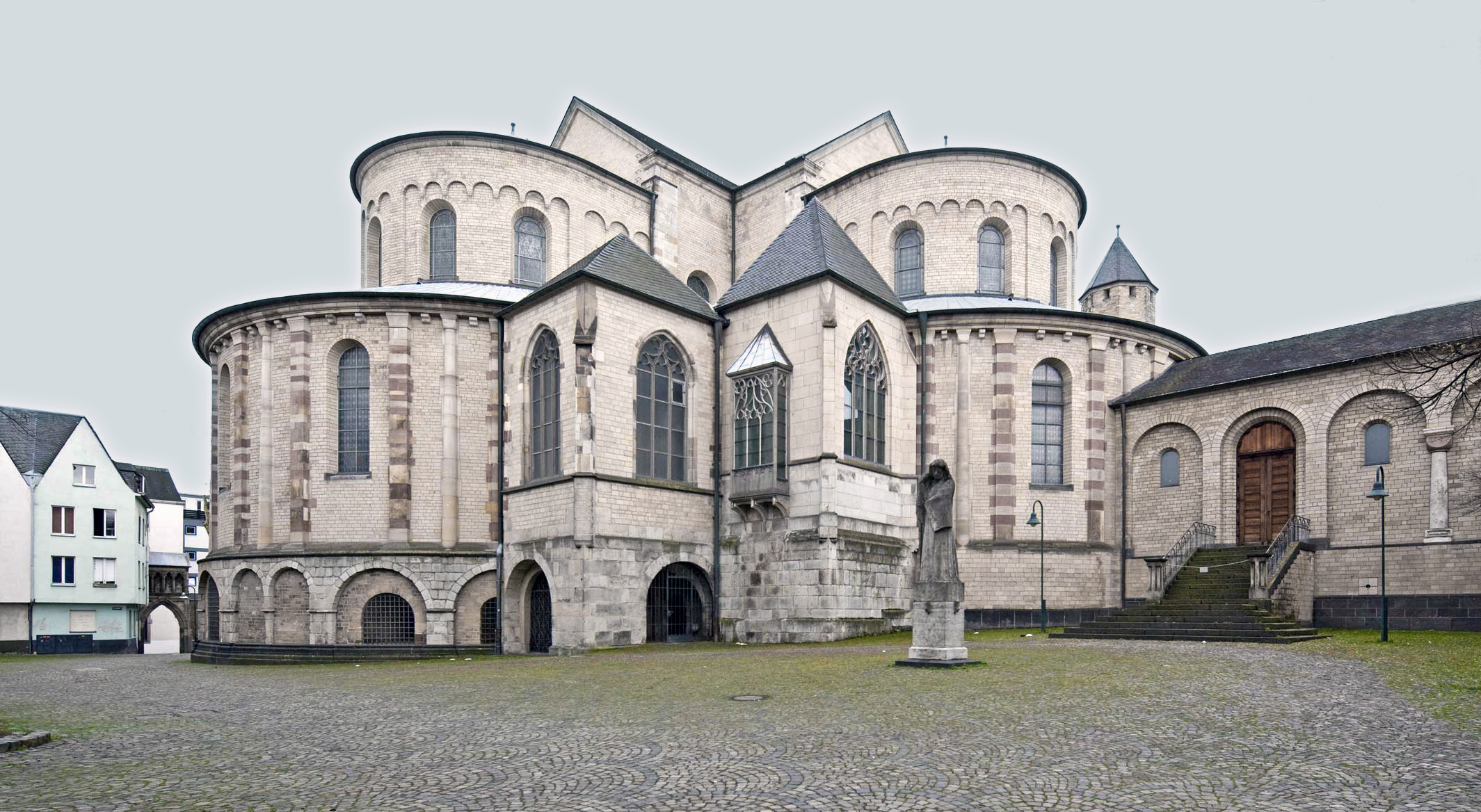
El coro de la Iglesia de Santa María del Capitolio en Colonia
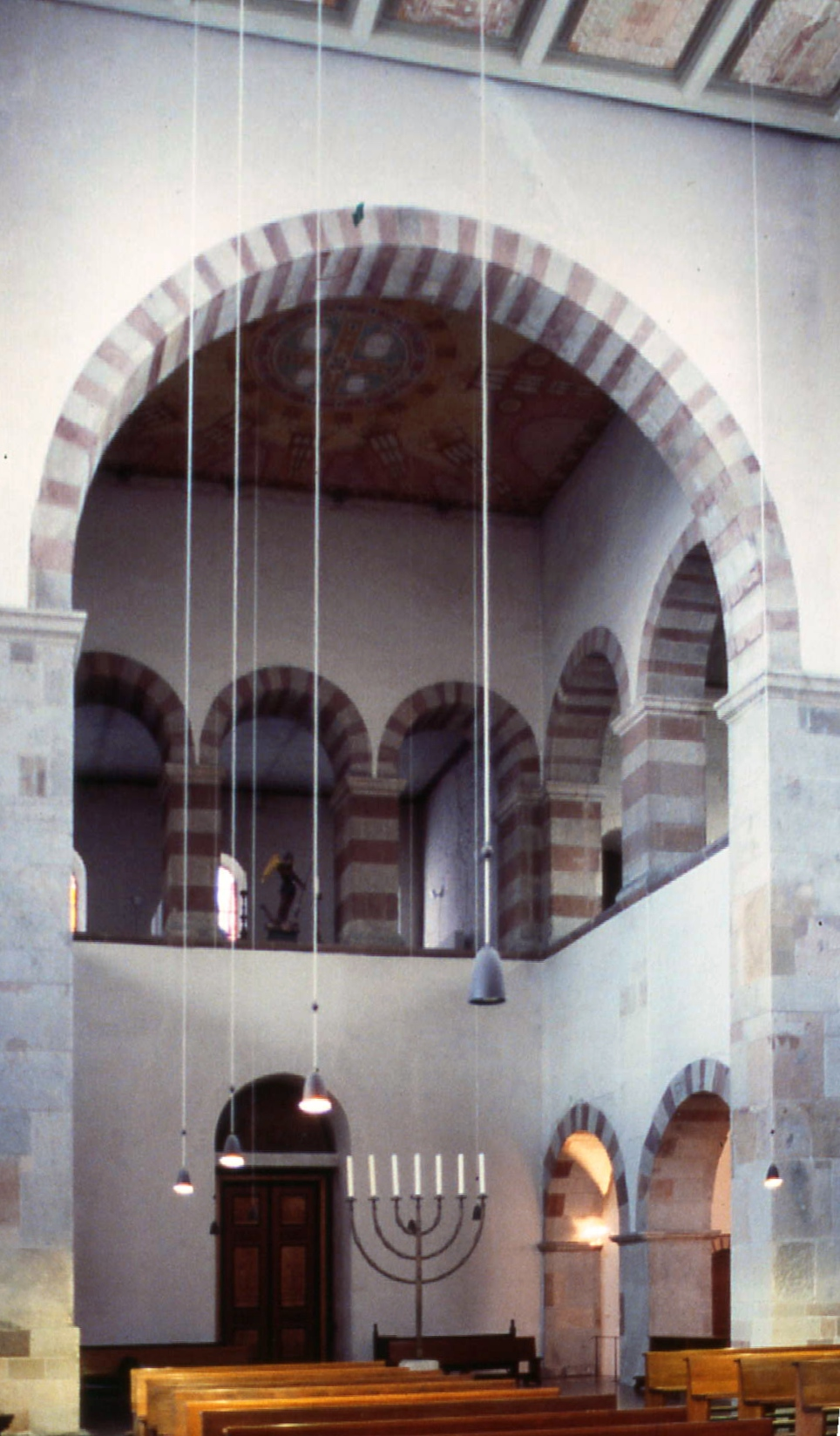
Macizo occidental de Colonia
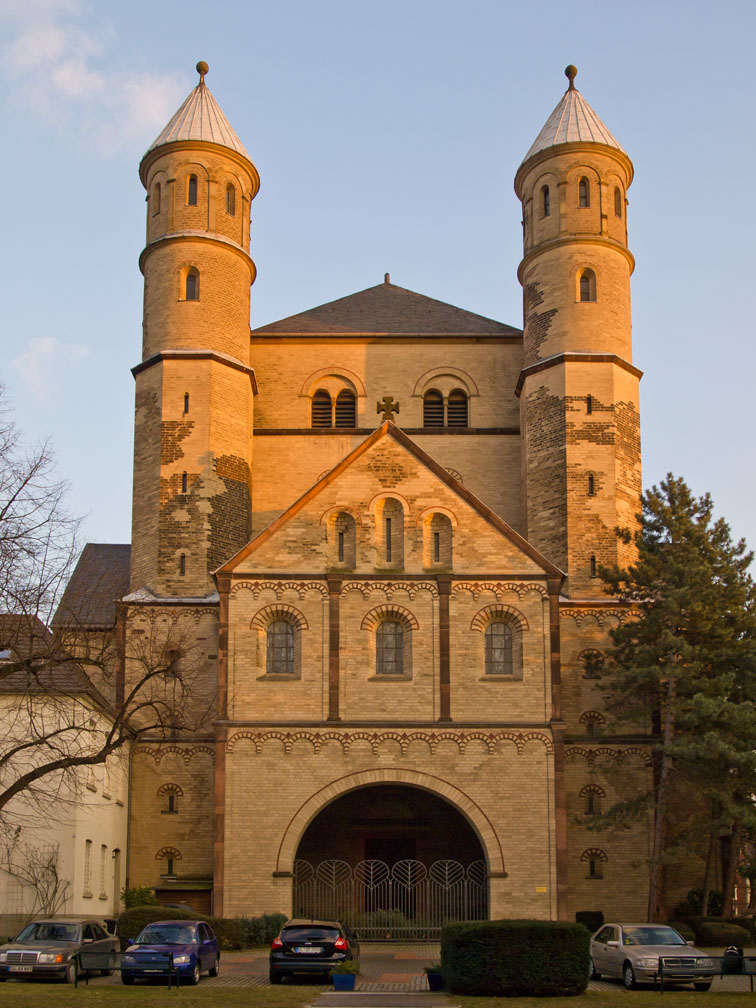
Iglesia de San Pantaleón (Colonia)

### Espira

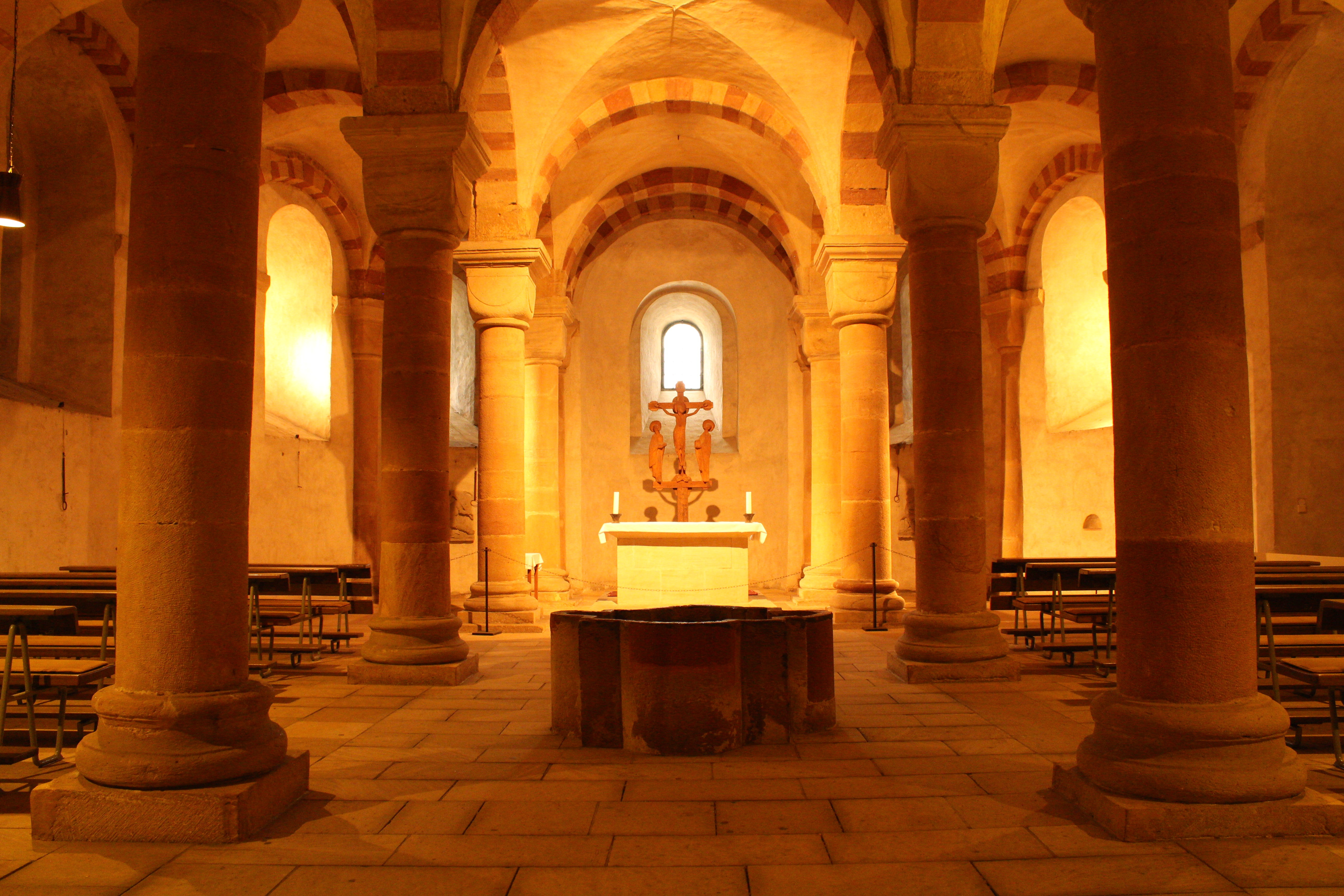
Cripta de la catedral de Espira (1030-1040)

Inmediatamente después se emprendió la construcción de la catedral de Espira, de cuya construcción se preocupó Conrado II, poco después de su elección en 1024. Fue consagrada en 1061. La monumental nave central, cubierta con techo plano, mientras las naves tienen bóvedas, está particularmente bien desarrollado en longitud y altura. Semicolumnas adosadas a las pilastras marcan el espacio, gracias a su excepcional longitud más allá del claristorio, donde apoyan los arcos justo por debajo de la imposta de la techumbre: el muro en sí comienza a ser tratado como un elemento plástico a modelar, a través de cambios en los elementos arquitectónicos, para lograr efectos especiales. En la cripta, panteón de los emperadores de la dinastía salia, también se encuentran aquí semicolumnas apoyadas en las pilastras, sirviendo como apoyo de los arcos, dando una claridad bien visible a la estructura portante. La iglesia fue reconstruida en época románica, así que hoy su aspecto original se conoce sólo a través de reconstrucciones y dibujos.

### Hildesheim

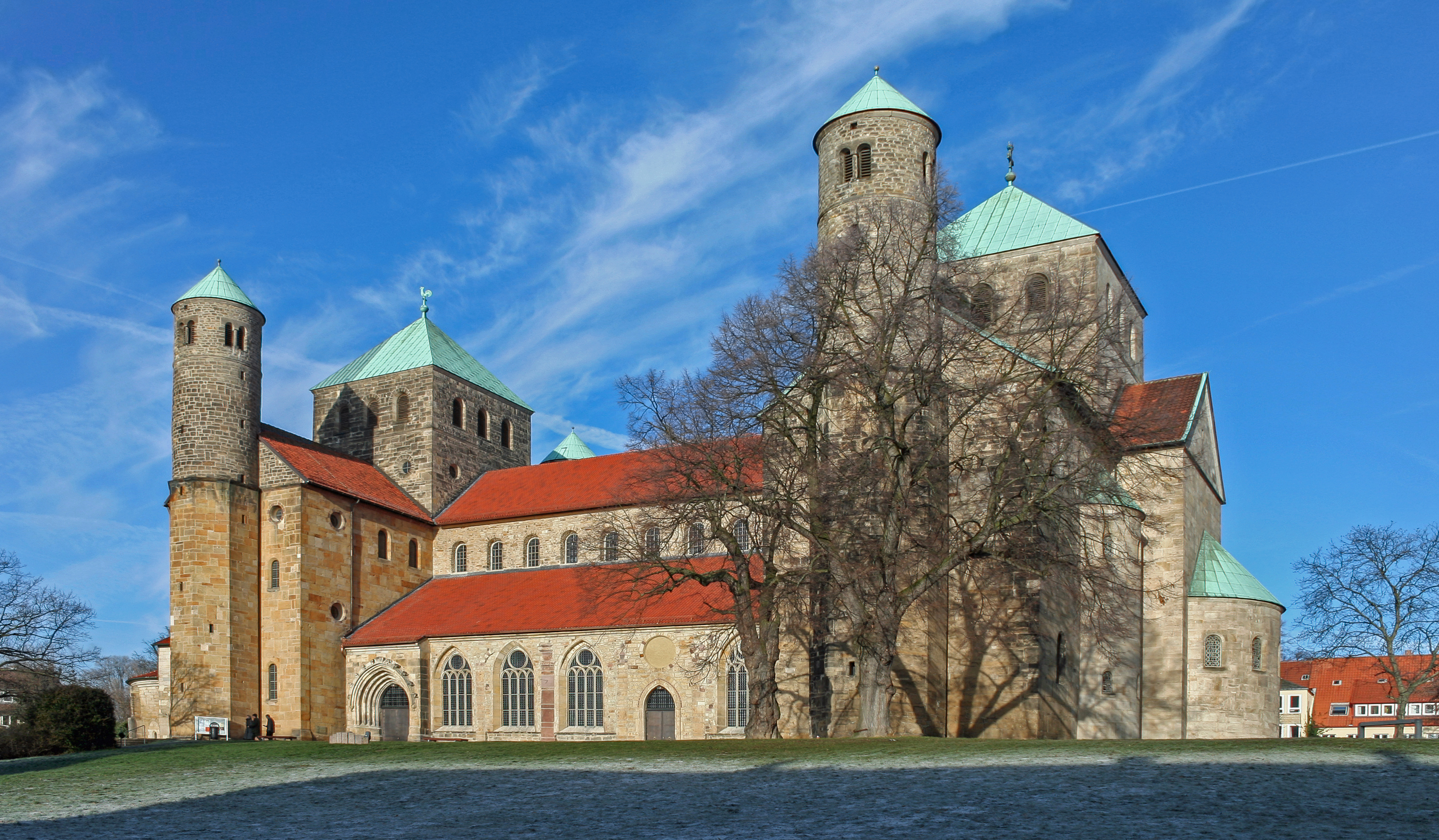
Iglesia de San Miguel en Hildesheim

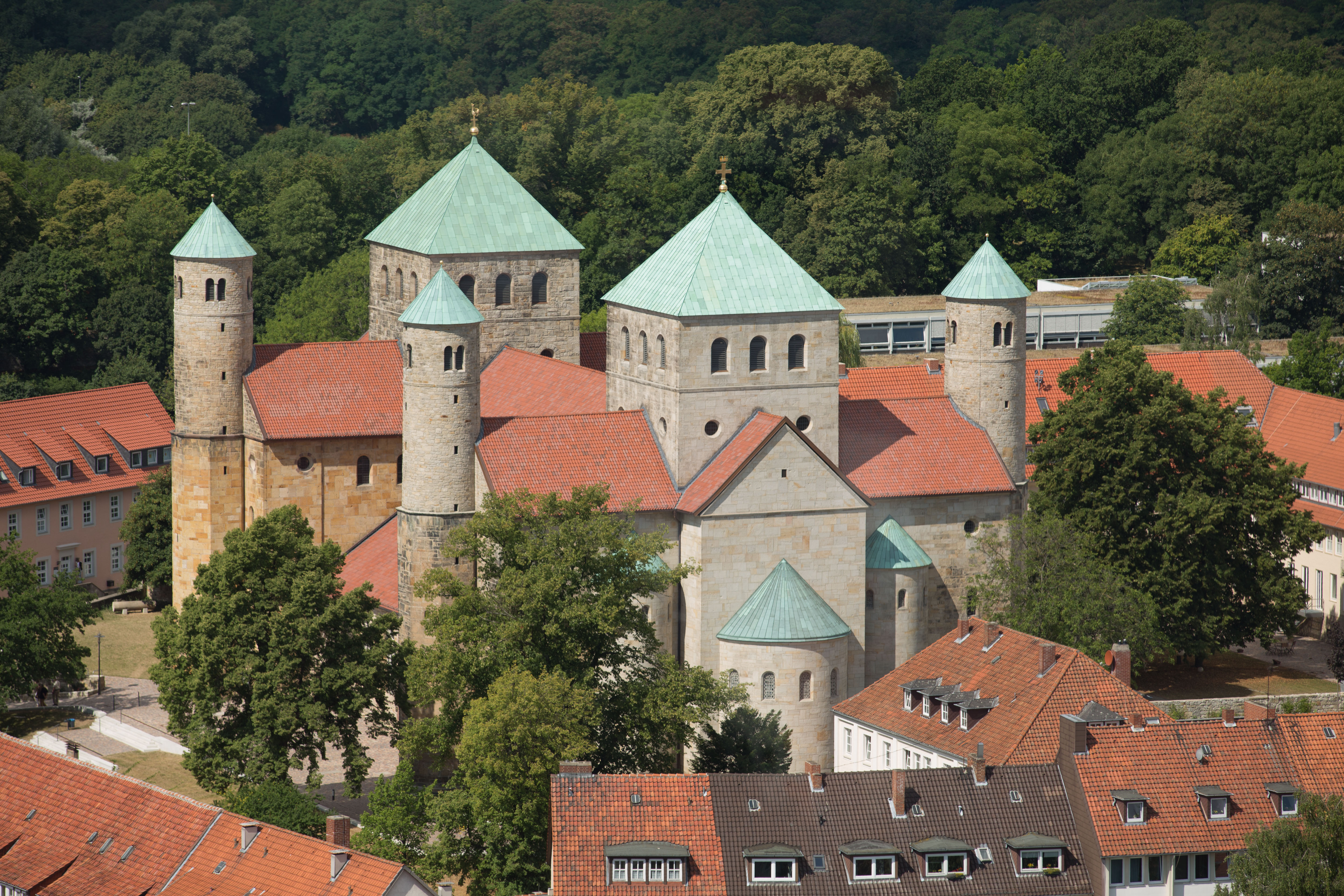
Iglesia de San Miguel en Hildesheim, los tours-lanternes

En Sajonia la obra maestra de este período es la Iglesia de San Miguel de Hildesheim, la piedra de consagración data de 1010 y la consagración del conjunto fue en 1026. Fue declarada Patrimonio de la Humanidad por la UNESCO en 1985, así como la catedral Sainte-Marie. La iglesia de San Miguel tiene una planta generada a partir del diagrama geométrico con tres cuadrados: uno central de la nave central y dos casi gemelos en los extremos, uno con el transepto y tres ábsides, el otro con un profundo ábside con deambulatorio descansando sobre la cripta. Incluso el alzado está calculado según proporciones armónicas de tipo matemático (1/1, 1/2 o 1/3) y se tiene una visión como de sólidos geométricos definidos por la intersección de muros lisos y compactos en un juego de llenos y vacíos. En el interior las pilastras y columnas se alternan entre las naves laterales y en los extremos del transepto se encuentran los llamados cori degli angeli  [coros de ángeles] (en el plano superior, el Matroneo degli Angeli [matroneo de los Ángeles]), con ventanas que disminuyen en altura siguiendo relaciones matemáticas.

Plantas de iglesias otonianas
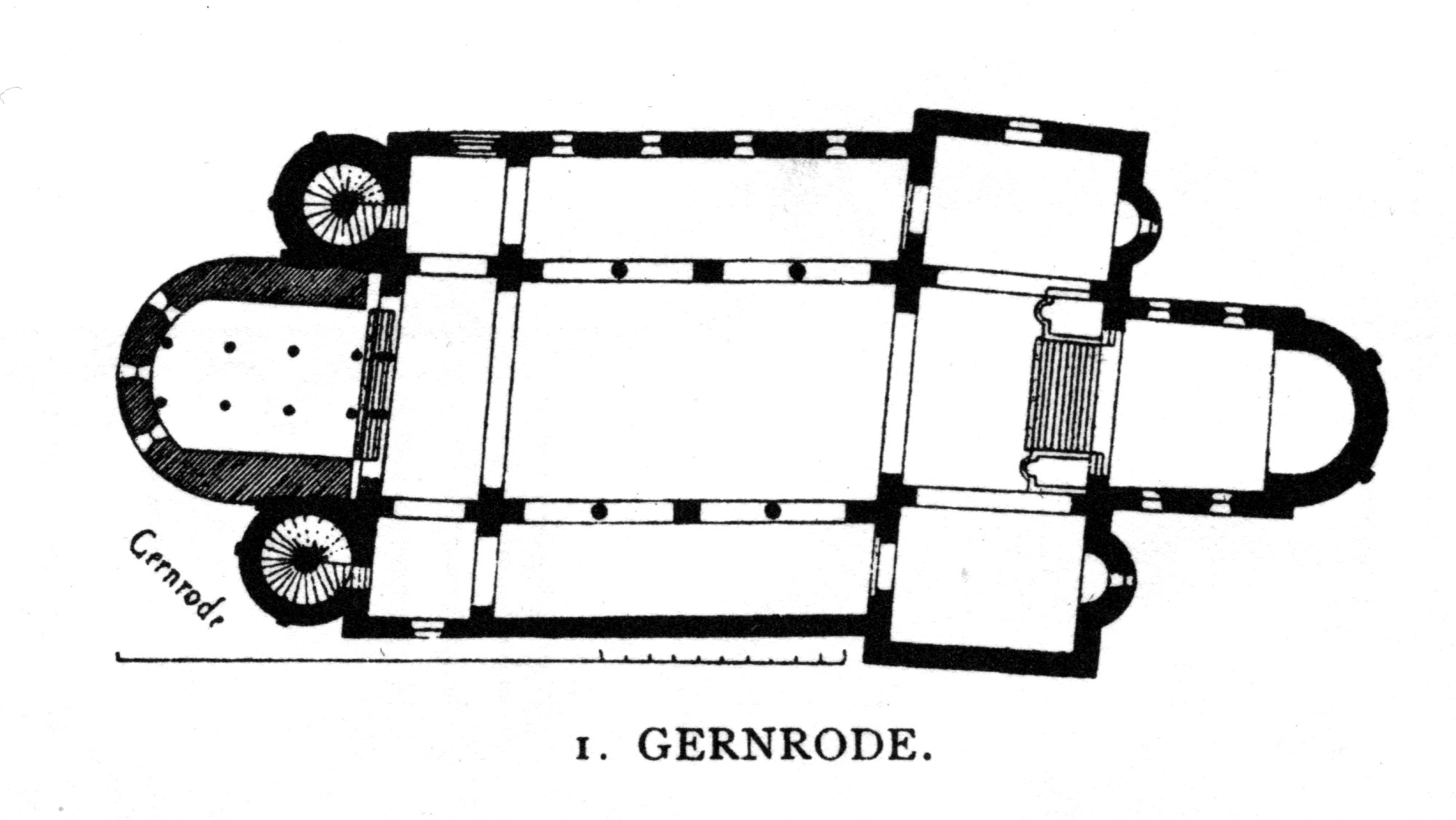
Iglesia de San Ciriaco en Gernrode
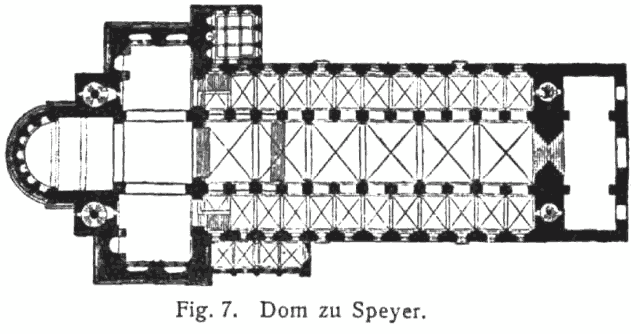
Catedral de Espira
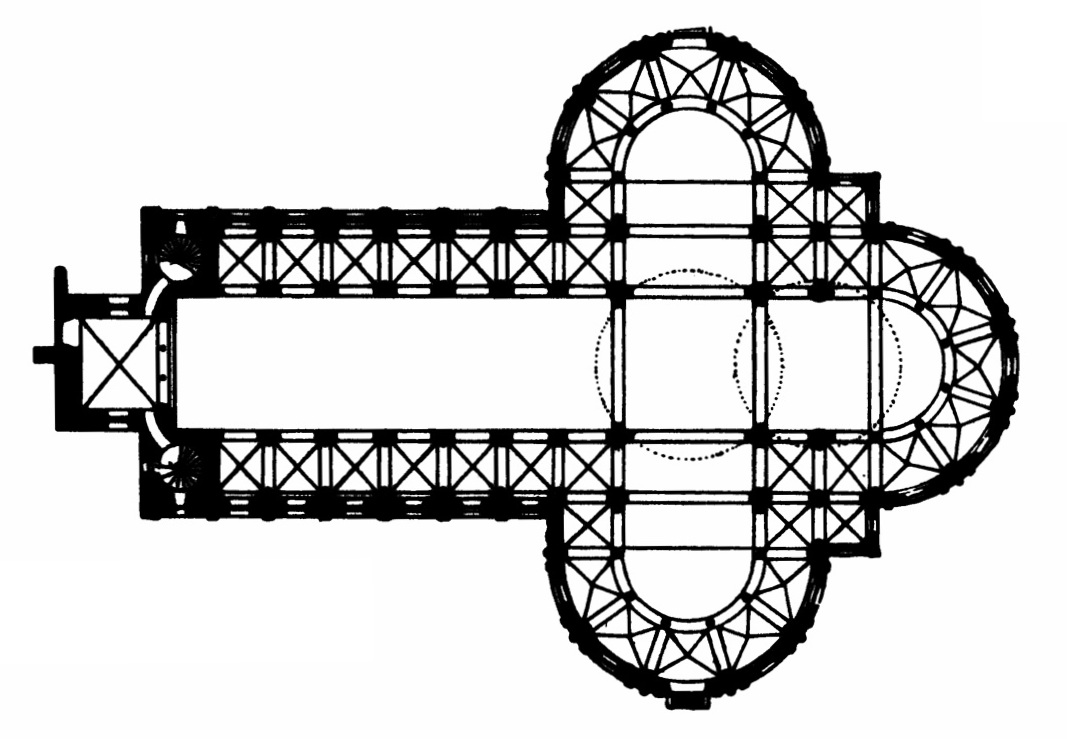
Iglesia de Santa María del Capitolio (Colonia)
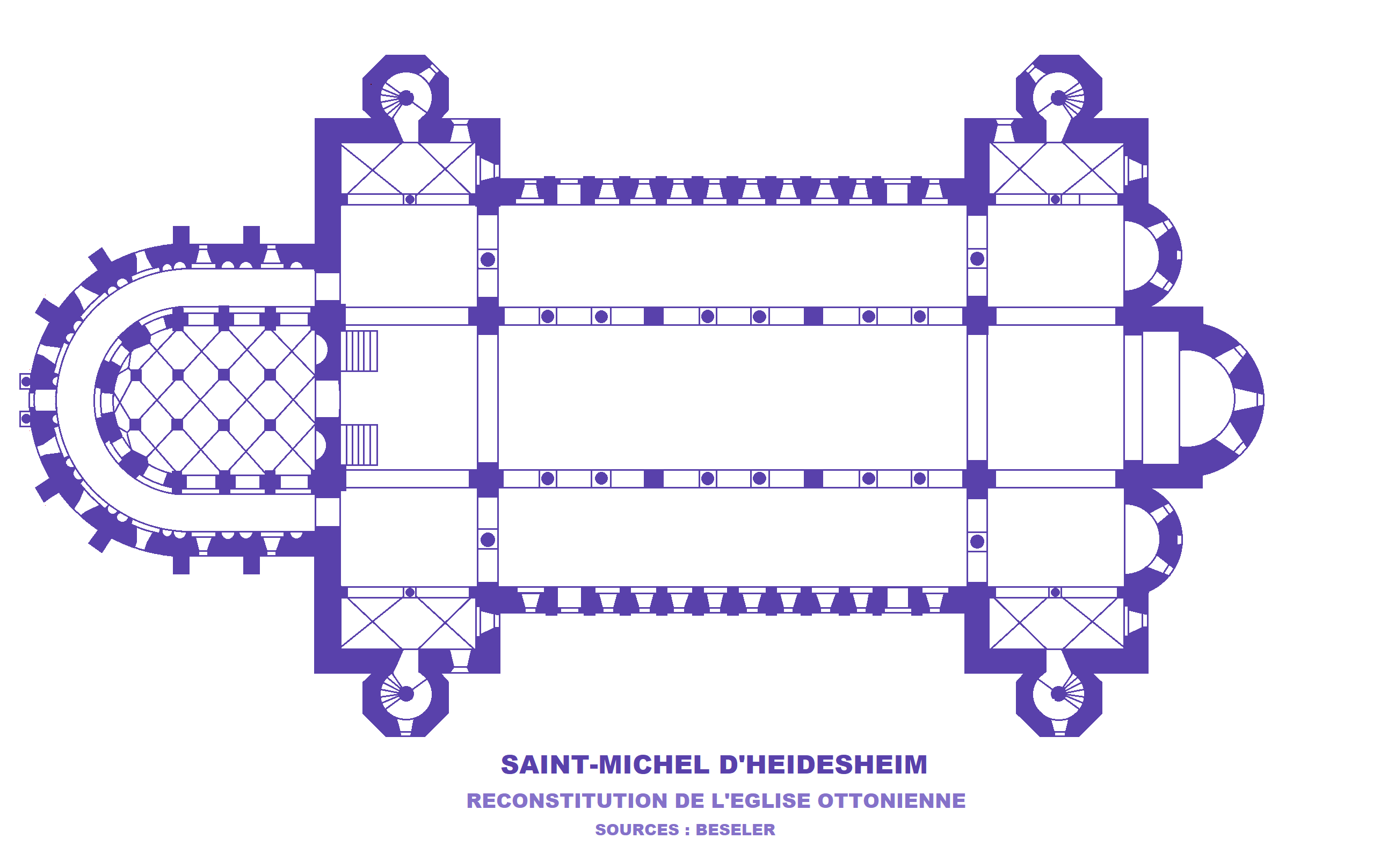
Iglesia de San Miguel de Hildesheim
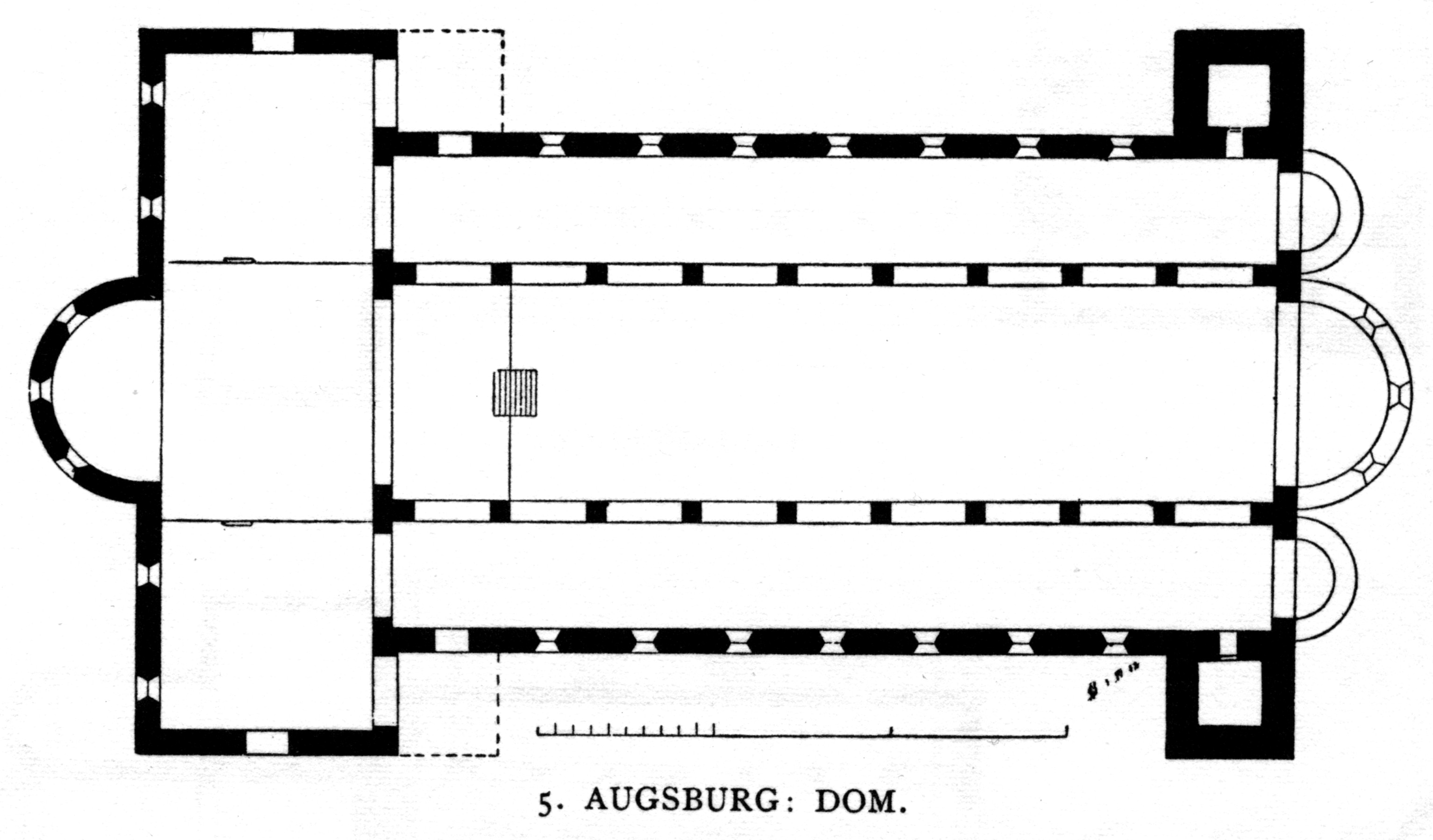
Planta de la catedral de Augsburgo

## Francia
Se conservan algunos monumentos en Alsacia, cerca de las ciudades del Rin, que se pueden considerar incluidos en el arte otoniano. Dos tipos de santuarios caracterizan el siglo XI: el edificio de planta central, circular o cuadrifolio alrededor de un núcleo central, y la basílica.
- En el extremo de la localidad de Avolsheim, la antigua capilla de Saint-Ulric erigida hacia el año mil en forma de tétraconque, característica de los edificios de planta central, conserva un raro conjunto de pinturas murales del siglo XIII;
- La iglesia de la abadía de Eschau, construida alrededor de 1000, reproduce un tipo particular de la basílica con un amplio transepto bajo;
- La primera catedral de Estrasburgo cuya cripta  subsiste.

Hay también ejemplos interesantes en Lorena (la orilla derecha del Mosa formaba la frontera con el Sacro Imperio): 
- La catedral de Verdún  y su planta románica-renana;
- Iglesia de Nuestra Señora de Mont-devant-Sassey con su cripta y torre de entrada (tour-porche);
- Tour-porche de la iglesia abacial Saint-Michel de Saint-Mihiel;
- La catedral primitiva de Metz (siglo XI) y su pequeña cripta otoniana conservada bajo el coro actual.

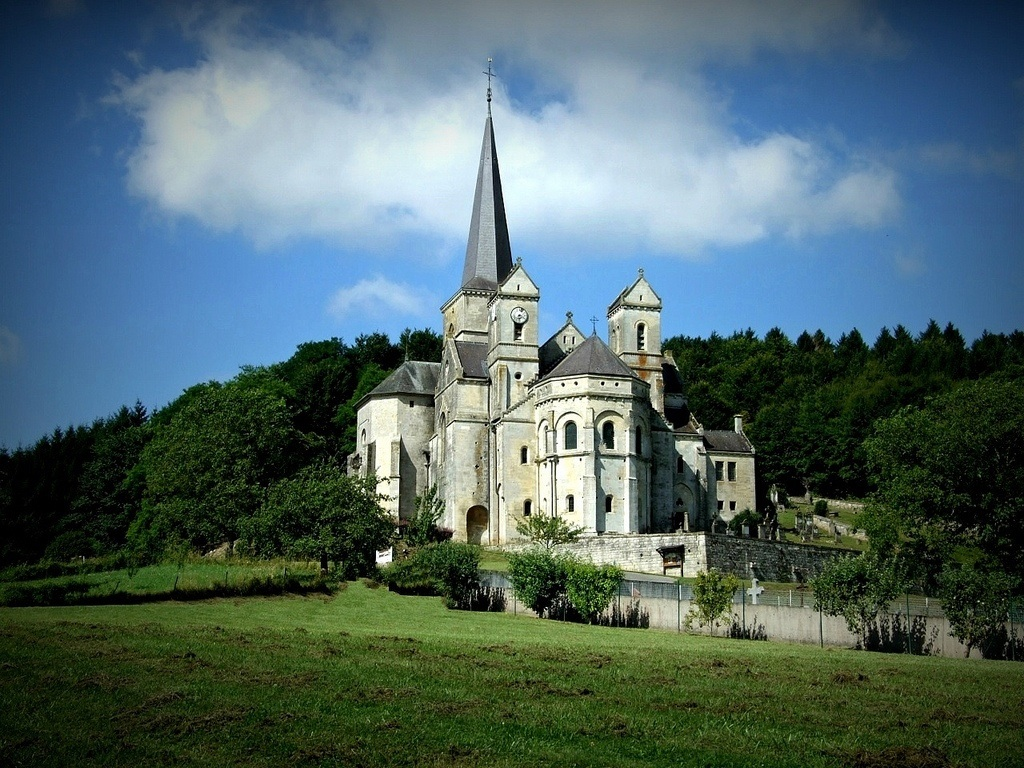
Iglesia de Nuestra Señora de Mont-devant-Sassey
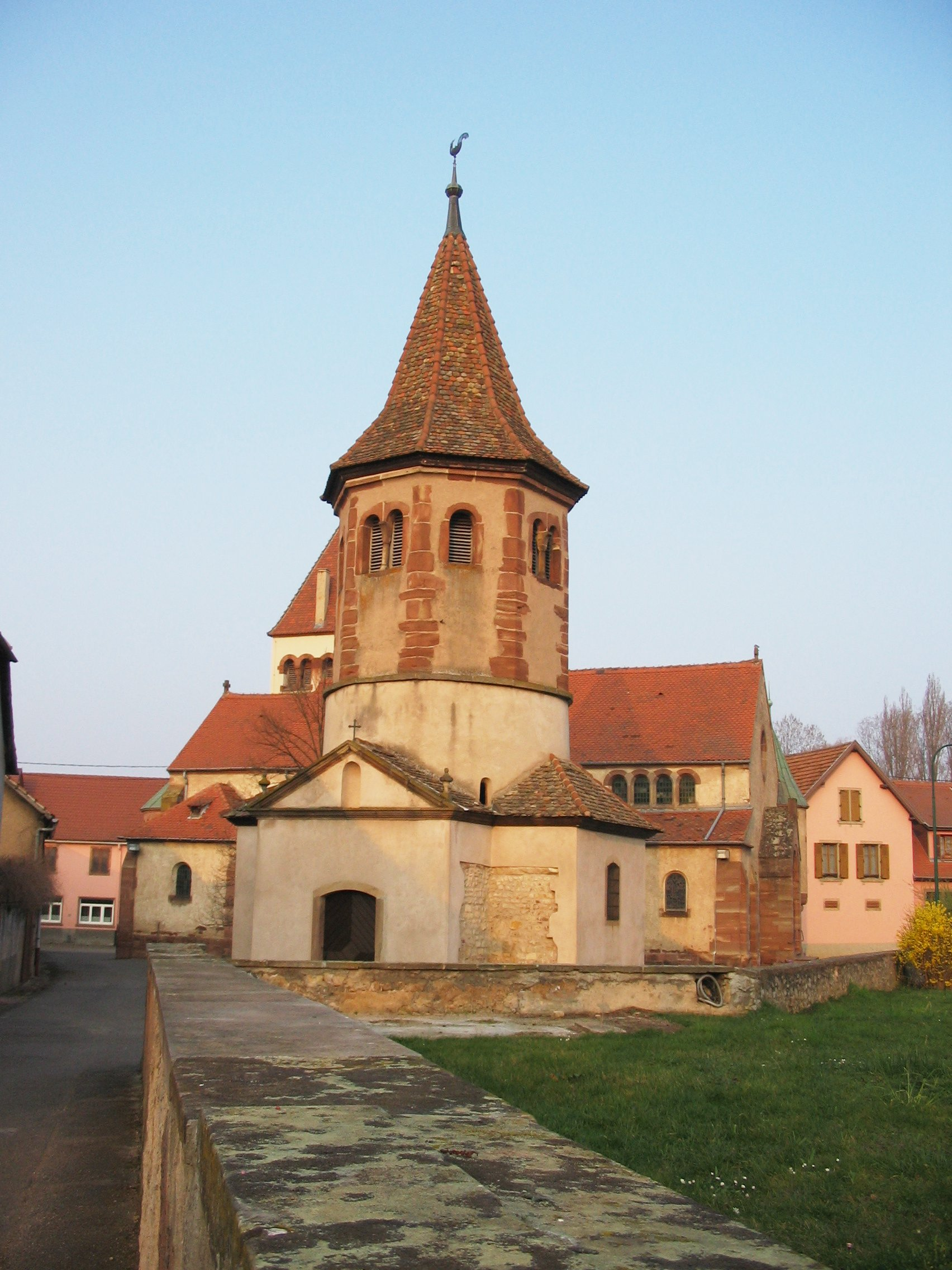
capilla de Saint-Ulric en Avolsheim
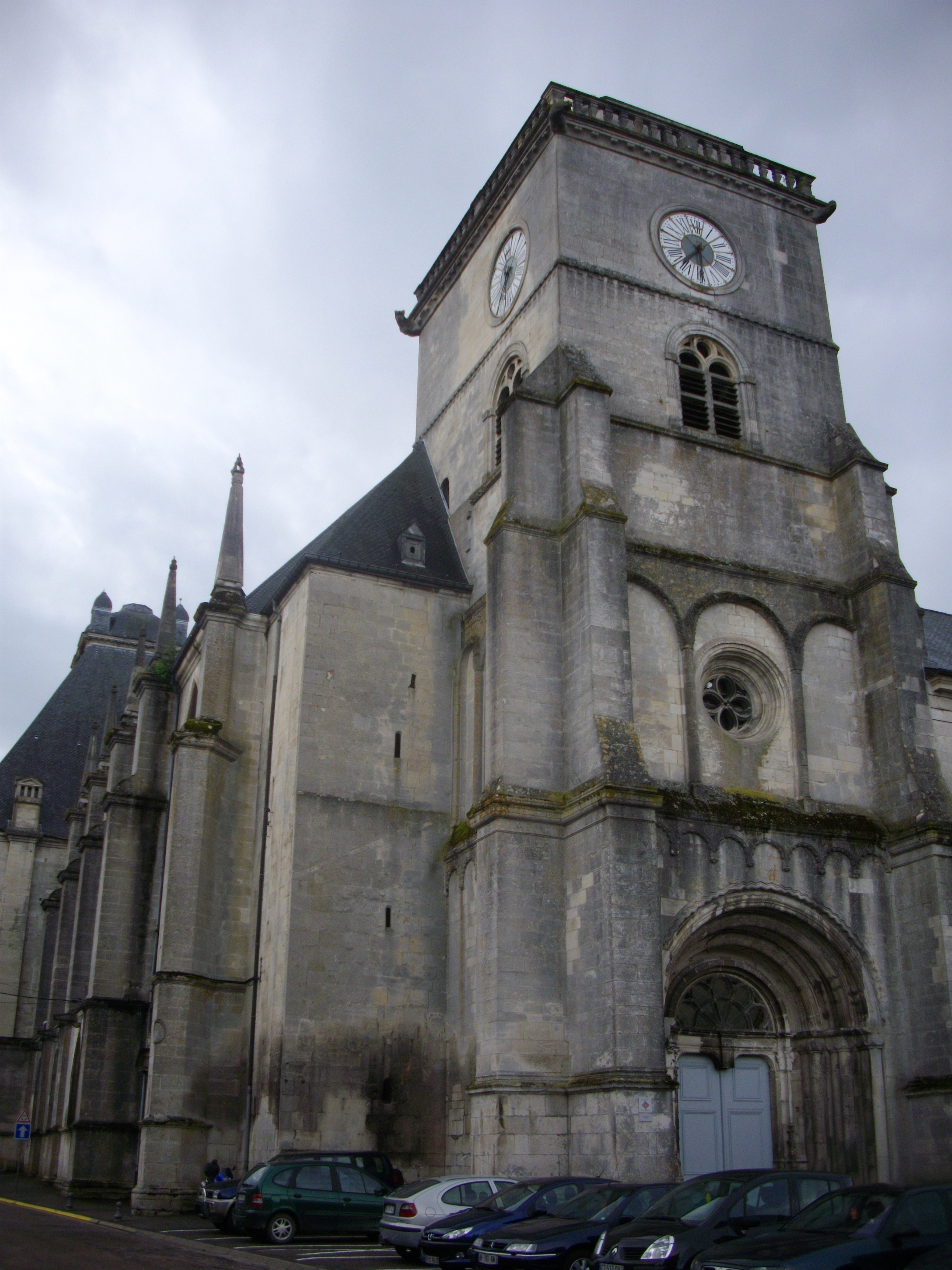
Iglesia abacial Saint-Michel de Saint-Mihiel
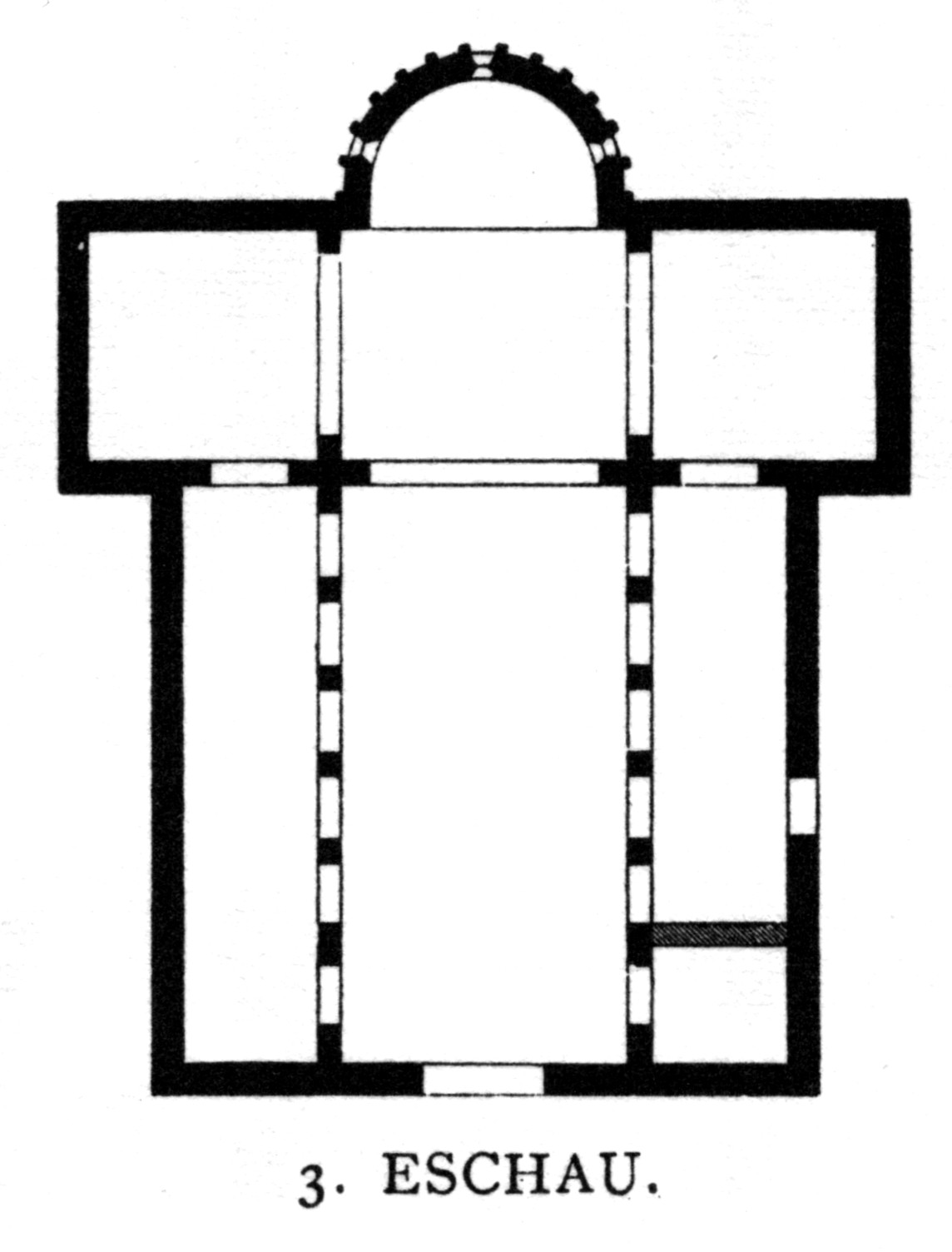
Planta de Eschau
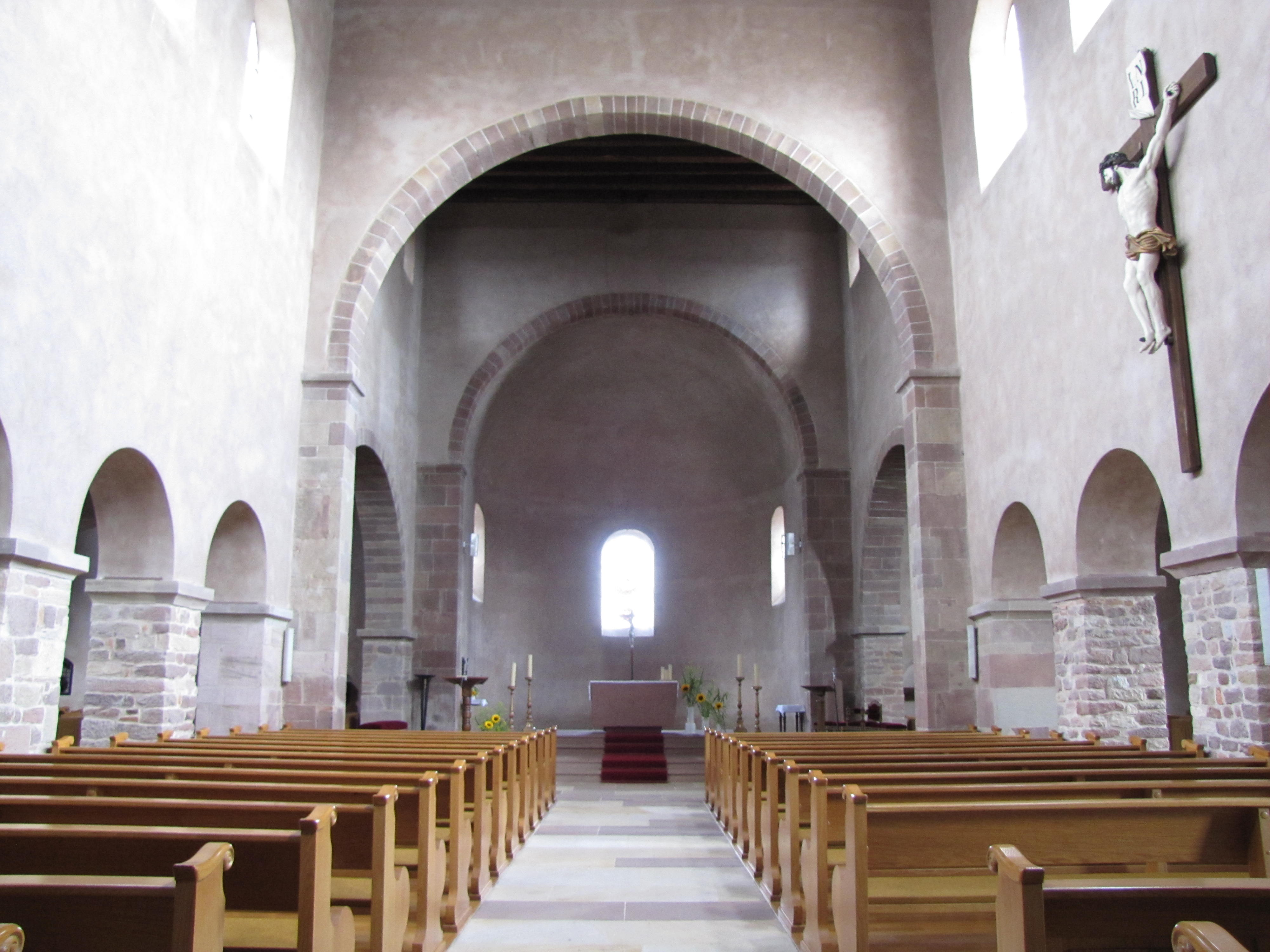
Interior de Eschau

## Italia
Además de las grandes catedrales en Europa se asiste a la formación de un sistema de pequeñas pievi de campaña, lo que favoreció una reorganización administrativa del territorio. Incluso en Italia hubo muchos ejemplos de este tipo, entre las que destaca la pieve de Galliano, con baptisterio, inspirado en el modelo de San Satiro, pero más monumental por las enormes masas murarias empleadas.
Entre las obras más significativas del siglo XI en Italia está la iglesia de Santa María la Mayor en Lomello (1025-1040), con tres naves con transepto rebajado, cuya originalidad reside en los grandes arcos transversales que cruzan las naves laterales y en la decoración de las paredes de la nave central: aquí las pilastras siguen en lesena hasta el claristorio, mientras que los arcos que separan las naves laterales se apoyan en semicolumnas que se incorporan en las pilastras del mismo lado; por lo que se refiere a los capiteles (sencillas losas de mármol horizontales) son más o menos las continuaciones de los pilares en la pared y forman un motivo que recuerda de la Cruz.
También de interés son la cripta de la catedral de Ivrea, el único vestigio de la edificación producida entre 969 y 1002, con la combinación típicamente otoniana de pilastras y columnas, o la basílica de San Abundio en Como, que cuenta con soluciones similares. Marca un paso a la abadía de Pomposa, consagrada en 1026 por el abad Guido, amigo personal de Enrique III el Negro, donde añadió un pórtico con esculturas que parecen anunciar el uso de relieves en las fachadas románicas. Incluso el campanario, del magister Deusdedit (1063), es un ejemplo temprano de un tipo de construcción que se extendió por toda Italia: de base cuadrada y mampostería masiva, presenta una serie de bandas lombardas en cada piso, entre las que se abren ventanas de dimensiones siempre mayores: desde la aspillera a la gran cuadrifora del noveno nivel.

## Otros países
- Iglesia de la abadía de Alpirsbach en Forêt-Noire.
- Colegiata Saint-Denis con planta octogonal en Bélgica.
- Iglesia Sainte-Gertrude de Nivelles en Bélgica.
- Beromünster en Suiza
- Amsoldingen en Suiza

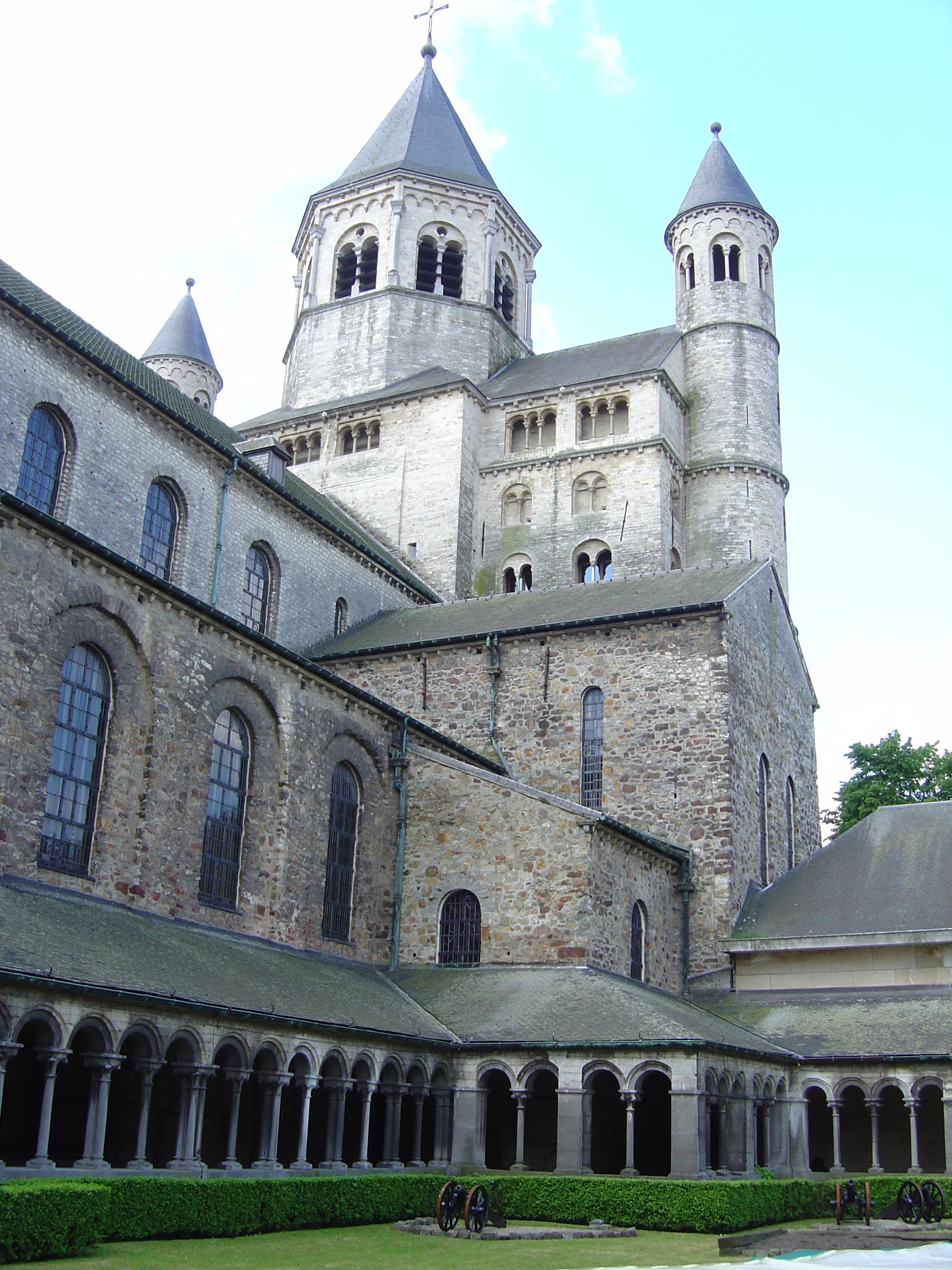
Colegial de Nivelles
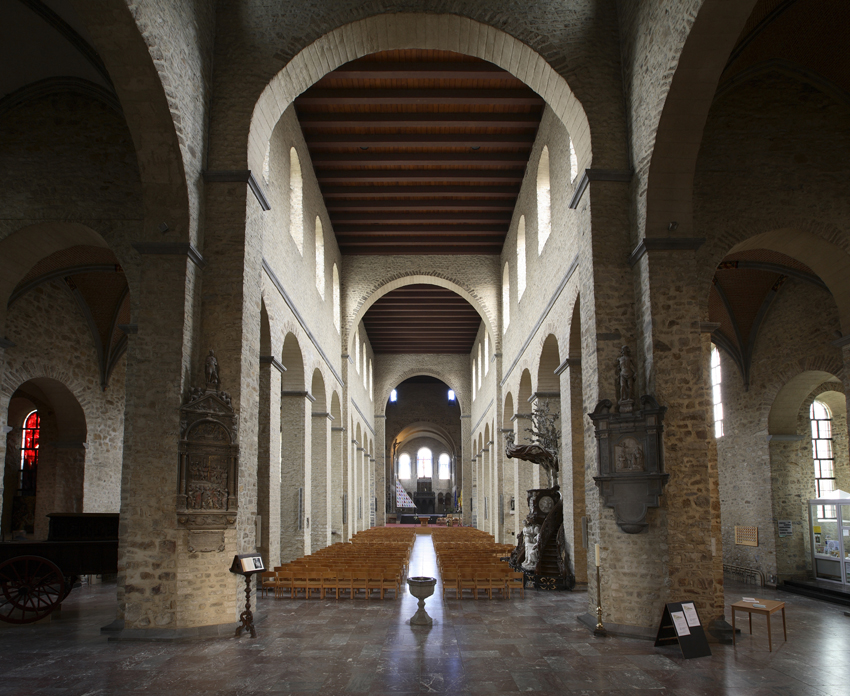
Arcs et piliers cruciformes, Iglesia Sainte-Gertrude  de Nivelles